# Rouen hockey élite 76
 (septembre 2021).
Les normes d'accessibilité du Web doivent être respectées sur les articles liés au hockey sur glace.
Les articles possédant ce bandeau sont listés dans la catégorie:Article hockey sur glace non accessible.
Les points d'amélioration suivants sont les cas les plus fréquents :
- Tableaux de données : utiliser les modèles préformatés déjà disponibles ou consulter l'aide ;
- Listes à puces : les listes à puces sont créées grâces aux astérisques. Il ne doit pas y avoir de ligne vide entre deux astérisques ;
- Langue : tout changement de langue doit être signalé grâce au modèle {{langue}} ou au paramètrelangue=quand le modèle {{Lien web}} est utilisé dans les références ;
- Alternative textuelle : toute image doit être accompagnée d'une description sommaire (à ne pas confondre avec la légende).

Voir aussi Wikipédia:Atelier accessibilité/Bonnes pratiques.
Nota : ce bandeau ne concerne pas les problèmes d'accessibilité dus aux modèles utilisés.
Le Rouen Hockey Élite 76, surnommé les Dragons de Rouen, est un club français de hockey sur glace évoluant en ligue Magnus (meilleur niveau de ce sport en France).
Située à Rouen, en Normandie, l'équipe est, depuis sa création en 1970, l'une des équipes les plus titrées du championnat de France avec dix-huit titres. Après trois premières saisons au sein des divisions inférieures, le club accède à l'élite du hockey français dès 1985 pour ne pas la quitter depuis. Cette performance en fait la deuxième équipe (après Amiens) au nombre de saisons consécutives passées en ligue Magnus, autre équipe à avoir du succès en dehors des zones montagneuses françaises.
Les Dragons sont entraînés par Fabrice Lhenry assisté d'Ari Salo et sous la présidence de Thierry Chaix et évoluent dans la patinoire de l'île Lacroix depuis janvier 1992. Ils remportent la Coupe continentale à deux reprises en 2012 puis en 2016.

## Palmarès

### Coupe Magnus

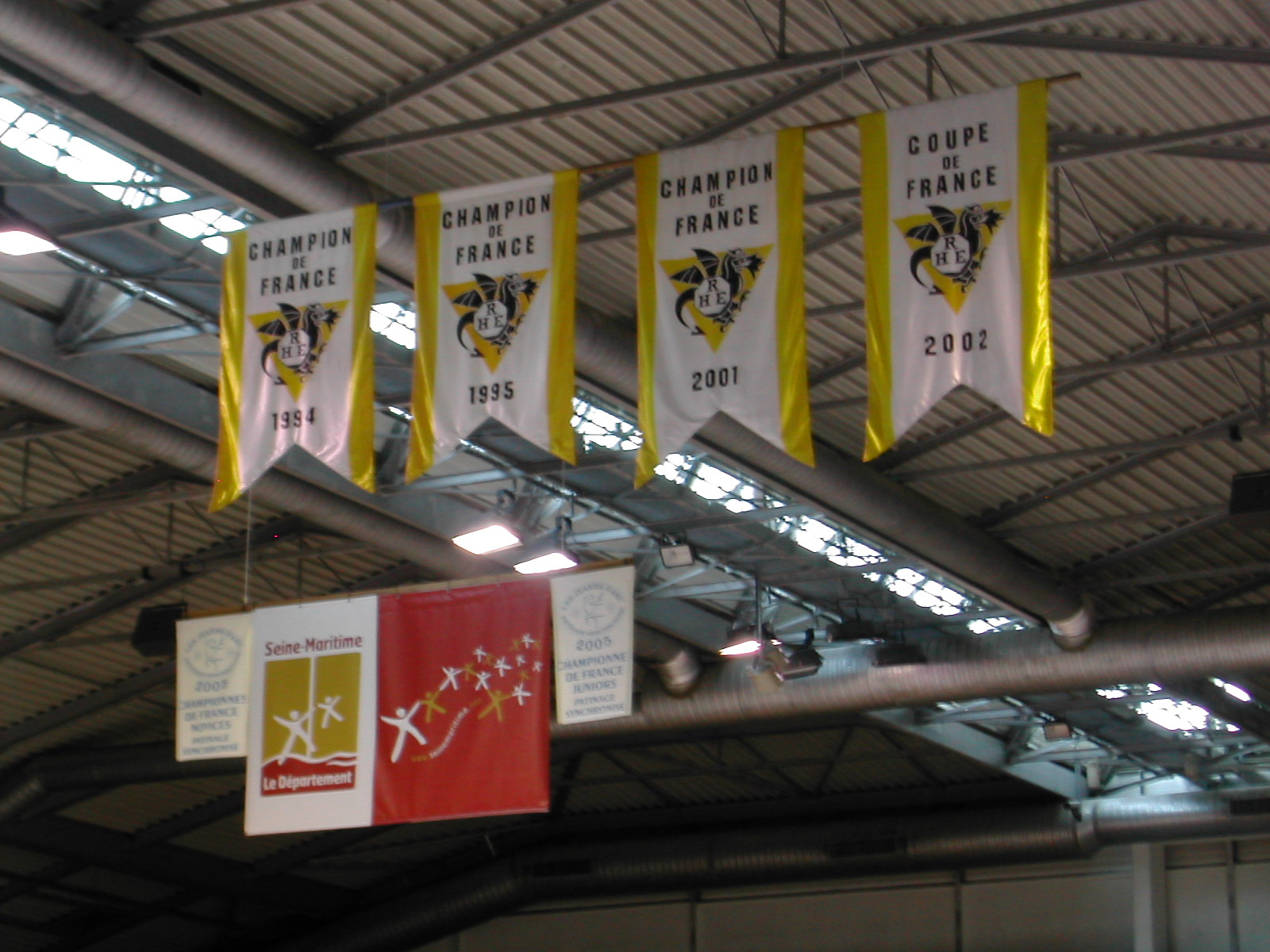
Une partie des fanions accrochés dans la patinoire de l'île Lacroix.

Le club de Rouen est sacré champion de France de Nationale B à l'issue de la saison 1984-1985. Il accède ainsi à l'élite qu'il n'a plus quittée par la suite. Le RHE remporte au cours de son existence dix-huit titres de champions de France de première division, que cela soit quand le championnat se nomme Nationale 1A, Élite, ligue Nationale ou encore ligue Magnus. Ainsi, l'équipe de Rouen finit champion de France lors des saisons suivantes : 1989-1990, 1991-1992, 1992-1993, 1993-1994, 1994-1995, 2000-2001, 2002-2003, 2005-2006, 2007-2008, 2009-2010, 2010-2011, 2011-2012, 2012-2013, 2015-2016, 2017-2018, 2020-2021, 2022-2023 et 2023-2024. En plus de ces titres, Rouen termine cinq fois sur la deuxième marche du classement en 1990-1991, 1995-1996, 2001-2002, 2016-2017 et 2018-2019.
Le détail des titres gagnés est présenté dans le tableau ci-dessous :
| Saison    | Finaliste | Résultat | Commentaire |
| --------- | --- | --- | --- |
| 1989-1990 | Brûleurs de loups de Grenoble | Victoire à Rouen 8-5 Victoire à Grenoble 5-1 | Finale au meilleur des trois matchs, |
| 1991-1992 | Formule championnat, Rouen finit premier avec trois points d'avance sur Chamonix | Formule championnat, Rouen finit premier avec trois points d'avance sur Chamonix | Formule championnat, Rouen finit premier avec trois points d'avance sur Chamonix |
| 1992-1993 | Huskies de Chamonix | Victoire 3-2 à Rouen Défaite 1-4 à Chamonix Victoire 4-2 à Chamonix | Finale au meilleur des cinq matchs |
| 1993-1994 | Huskies de Chamonix | Victoire 5-1 à Chamonix Victoire 10-2 à Rouen | Finale aller-retour |
| 1994-1995 | Albatros de Brest | Match nul 3-3 à Brest Victoire 4-3 (P) à Rouen | Finale aller-retour |
| 2000-2001 | Orques d'Anglet | Victoire 2-0 à Rouen Victoire 5-1 à Rouen Victoire à 3-0 à Anglet | Finale au meilleur des cinq matchs |
| 2002-2003 | Gothiques d'Amiens | Défaite 4-2 à Amiens Victoire 2-1 (TF) à Rouen Victoire 4-2 à Rouen | Finale au meilleur des trois matchs |
| 2005-2006 | Gothiques d'Amiens | Victoire 5-3 à Rouen Victoire 5-1 à Rouen Victoire 3-2 à Amiens | Finale au meilleur des cinq matchs |
| 2007-2008 | Diables rouges de Briançon | Victoire 7-3 à Rouen Victoire 4-2 à Rouen Victoire 6-4 à Briançon | Finale au meilleur des cinq matchs |
| 2009-2010 | Ducs d'Angers | Défaite 1-2 à Rouen Défaite 2-4 à Rouen Victoire 4-2 à Angers Victoire 6-1 à Angers Victoire 4-2 à Rouen                                                                                            | Finale au meilleur des cinq matchs |
| 2010-2011 | Étoile Noire de Strasbourg | Victoire 5-1 à Rouen Victoire 5-3 à Rouen Victoire 4-2 à Strasbourg | Finale au meilleur des cinq matchs |
| 2011-2012 | Brûleurs de loups de Grenoble | Victoire 4-3 (P) à Rouen Victoire 8-2 à Rouen Défaite 4-5 à Grenoble Défaite 4-6 à Grenoble Victoire 5-1 à Rouen Victoire 4-0 à Grenoble                                                            | Finale au meilleur des sept matchs |
| 2012-2013 | Ducs d'Angers | Victoire 5-3 à Angers Victoire 3-2 (TF) à Angers Défaite 1-3 à Rouen Défaite 4-7 à Rouen Défaite 0-1 à Angers Victoire 3-1 à Rouen Victoire 4-3 (P) à Angers                                        | Finale au meilleur des sept matchs |
| 2015-2016 | Ducs d'Angers | Victoire 3-2(TF) à Angers Victoire 4-2 à Angers Victoire 6-2 à Rouen Victoire 9-1 à Rouen | Finale au meilleur des sept matchs |
| 2017-2018 | Brûleurs de loups de Grenoble | Victoire 4-3 à Grenoble Victoire 3-0 à Grenoble Victoire 4-3 (P) à Rouen Victoire 5-4 (P) à Rouen                                                                                                   | Finale au meilleur des sept matchs |
| 2020-2021 | La Ligue Magnus se déroule finalement juste en simple aller-retour et les play-offs sont annulés, le premier de la saison régulière est cette année-là exceptionnellement sacré champion de France. | La Ligue Magnus se déroule finalement juste en simple aller-retour et les play-offs sont annulés, le premier de la saison régulière est cette année-là exceptionnellement sacré champion de France. | La Ligue Magnus se déroule finalement juste en simple aller-retour et les play-offs sont annulés, le premier de la saison régulière est cette année-là exceptionnellement sacré champion de France. |
| 2022-2023 | Brûleurs de loups de Grenoble | Défaite 2-8 à Grenoble Défaite 0-2 à Grenoble Victoire 6-5 à Rouen Victoire 5-4 (P) à Rouen Victoire 1-2 à Grenoble Victoire 4-3 (P) à Rouen                                                        | Finale au meilleur des sept matchs |
| 2023-2024 | Boxers de Bordeaux | Défaite 2-3 à Rouen Défaite 2-4 à Rouen Victoire 3-6 à Bordeaux Victoire 1-2 (P) à Bordeaux Victoire 5-3 à Rouen Victoire 2-3 (P) à Bordeaux                                                        | Finale au meilleur des sept matchs |

### Coupe de France

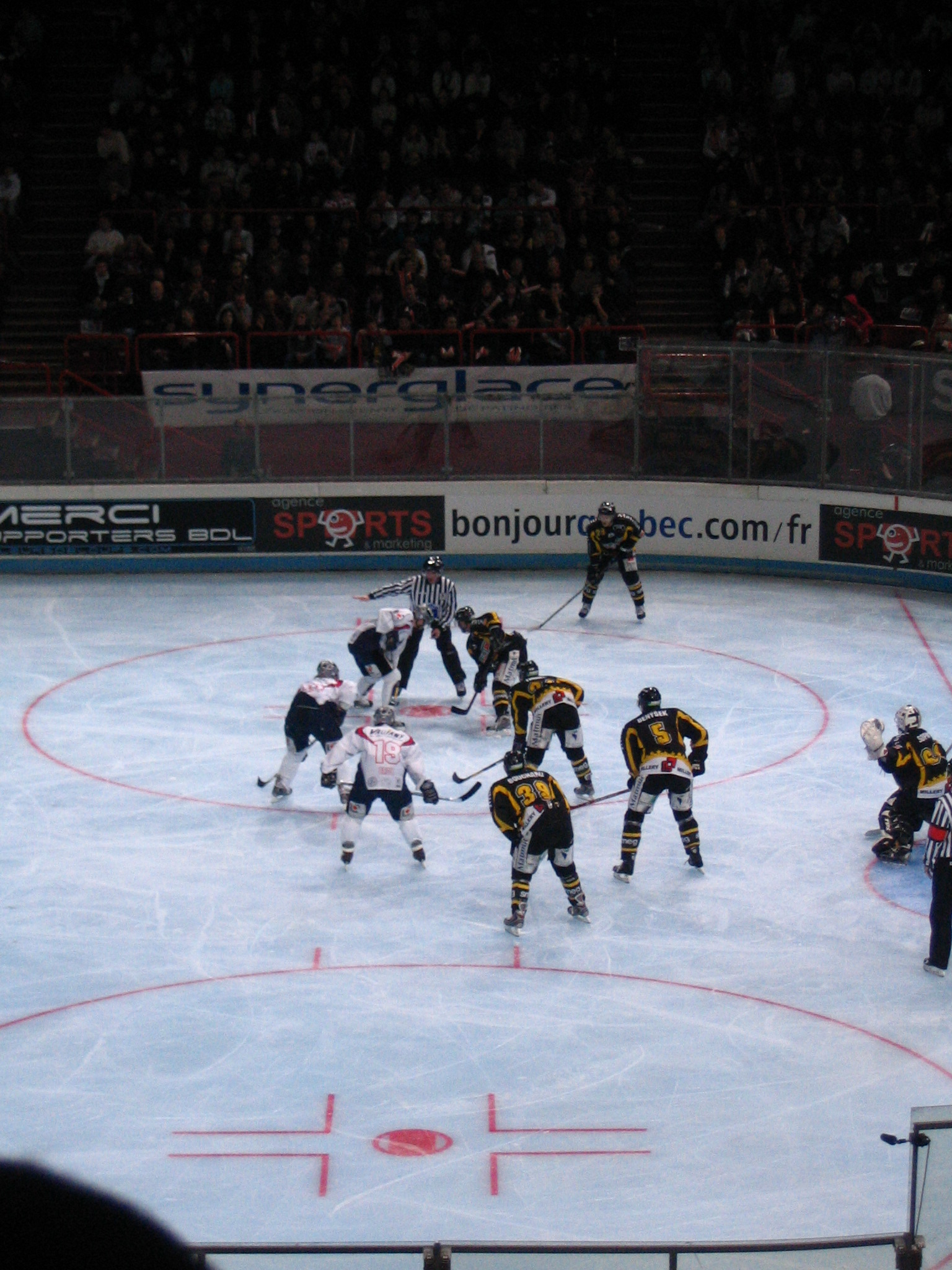
Rouen face à Grenoble en finale de la coupe de France 2008

La Coupe de France voit le jour dans les années 1970 mais la Coupe n'est pas jouée chaque année ; elle fait officiellement et de manière régulière son retour en 2001-2002.
Rouen remporte la Coupe à six reprises aux cours de son histoire : en 2001-2002, 2003-2004, 2004-2005, 2010-2011,2014-2015 et 2015-2016. Ils jouent également six finales qu'ils perdent : 1999-2000, 2007-2008, 2009-2010, 2011-2012, 2013-2014 et 2016-2017.
- 2001-2002 : victoire contre Besançon 8-1[H 7]
- 2003-2004 : victoire contre Grenoble 5-1[H 8]
- 2004-2005 : victoire contre Briançon 4-3[H 9]
- 2010-2011 : victoire contre Angers 5-4(TF)[H 10]
- 2014-2015 : victoire contre Amiens 5-3
- 2015-2016 : victoire contre Grenoble 4-2[9]

### Coupe de la Ligue
La Coupe de la Ligue est une compétition qui voit le jour en 2006 et les Dragons perdent la première finale jouée contre Grenoble. Par la suite, ils remportent quatre fois la Coupe : en 2007-2008, 2009-2010, 2012-2013 et en 2013-2014.
- 2007-2008 : victoire contre Briançon 4-3(TF)[H 11]
- 2009-2010 : victoire contre Grenoble 6-4[H 12]
- 2012-2013 : victoire contre Angers 4-3 après prolongation[H 13]
- 2013-2014 : victoire contre Chamonix 6-4

### Match des champions
Le Match des champions est une compétition qui voit le jour en 2007. Le match oppose le champion de la ligue Magnus au vainqueur de la coupe de France (si ce n'est pas la même équipe). Les Dragons perdent leur premier match des champions en 2008-2009. Par la suite, ils le remportent quatre fois :
- 2010-2011 : victoire contre Angers 3-2 (Fus.)
- 2012-2013 : victoire contre Dijon 3-1
- 2015-2016 : victoire contre Gap 2-4
- 2016-2017 : victoire contre Gap 3-2 (Pr.)

### Parcours en Europe
Le club rouennais prend part à dix-sept campagnes européennes (toutes compétitions confondues, voir le détail ci-après). L'équipe a surtout brillé dans les compétitions secondaires à l'échelle européenne. Rouen est double vainqueur de la Ligue Atlantique (1995 et 1996), épreuve alors qualificative pour la Coupe des ligues européennes que les Normands s'adjugent en 1996, réalisant ainsi un second doublé. Par ailleurs, Rouen s'est hissé en finale de la Coupe des Ligues Européennes en 1995 et a également participé à six super-finales de la Coupe continentale en 2004, 2009, 2011, 2012, 2013 et 2016 terminant deuxième en 2009 et remportant les éditions de 2012 pour la première fois de l'histoire du hockey français puis en 2016.
- Matchs disputés : 86 dont 48 victoires, 28 défaites et 10 nuls
- Buts marqués : 427 (4,96 buts/match)
- Buts encaissés : 281 (3,27 buts/match)
- Différence de but : +146
- Pénalités reçues : 1398 minutes (16.26 minutes/match)
- Meilleur buteur : Franck Pajonkowski avec 47 buts
- Meilleur passeur : Franck Pajonkowski avec 43 assistances
- Meilleur compteur : Franck Pajonkowski avec 90 points
- Joueur le plus pénalisé : Jean-Philippe Lemoine avec 140 minutes

| Compétition                        | Saisons disputées                                                                           | Meilleur résultat       | V  | D  | N | BP  | BC | +/- | Pun | Plus large victoire           | Plus large défaite               |
| ---------------------------------- | ------------------------------------------------------------------------------------------- | ----------------------- | -- | -- | - | --- | -- | --- | --- | ----------------------------- | -------------------------------- |
| Ligue des champions                | 4 2016-2017 2018-2019 2021-2022 2023-2024                                                   | 1/4 de finale 2021-2022 | 9  | 17 | 2 | 63  | 88 | -25 | 116 | 6-1 Ilves Tampere 2023-2024   | 1-9 Genève-Servette HC 2023-2024 |
| Coupe continentale                 | 9 2001-2002 2002-2003 2003-2004 2006-2007 2008-2009 2010-2011 2011-2012 2012-2013 2015-2016 | 1er 2011-2012 2015-2016 | 15 | 12 | 2 | 97  | 98 | -1  | 452 | 9-4 CG Puigcerdà 2001-2002    | 3-11 HK Riga 2000 2001-2002      |
| Ligue européenne                   | 1 1996-1997                                                                                 | 16e                     | 0  | 4  | 2 | 17  | 28 | -11 |     | -                             | 0-8 Frölunda HC                  |
| Ligue Atlantique                   | 2 1994-1995 1995-1996                                                                       | 1er 1994-1995 1995-1996 | 20 | 0  | 2 | 160 | 53 | 107 | 363 | 14-5 Amiens 1994-1995         | -                                |
| Coupe des ligues européennes       | 2 1994-1995 1995-1996                                                                       | 1er 1995-1996           | 4  | 2  | 1 | 38  | 25 | 13  | 120 | 7-1 HK Celje 1994-1995        | 5-7 HC Bolzano 1994-1995         |
| Coupe d'Europe des clubs champions | 5 1990-1991 1991-1992 1992-1993 1993-1994 1994-1995                                         | 5e 1991-1992            | 16 | 12 | 3 | 150 | 96 | 54  | 446 | 16-2 CH Txuri Urdin 1990-1991 | 3-11 Düsseldorf EG 1990-1991     |

## Histoire de l'équipe

### La création du Rouen Olympic club
Le 28 avril 1970, l'association du Rouen Olympic club est créée et elle a pour but « la pratique de l'éducation physique et des sports » alors que la ville de Rouen n'a plus de patinoire depuis un an et est en train de construire la nouvelle sur l'île Lacroix. En attendant l'achèvement de la patinoire, les joueurs de hockey du club n'hésitent pas à aller jouer à Évreux. Quelques jours après la création du club, le ROC reçoit ses couleurs : maillot jaune avec des traits noirs sur les manches, culotte noire et bas jaunes avec également des traits noirs. Bernard Le Feuvre et Félicien Reculard, deux membres du bureau du ROC, n'hésitent pas à acheter les premiers équipements de l'équipe avec leurs propres économies pour un montant de 15 000 francs.
Une première patinoire doit être inaugurée en décembre 1970 mais à la suite d'une erreur d'un ouvrier, elle part en fumée le 13 novembre 1970 ; il faut donc attendre un an de plus pour voir l'ouverture de la patinoire, le 27 décembre 1971. Le ROC joue son premier match de hockey contre le club de Caen, début novembre 1972, et les visiteurs de Rouen s'inclinent 20-0. L'équipe de Caen des benjamins-minimes bat également celle de Rouen le 19 novembre sur le score de 4-3, le premier match officiel de la patinoire de Rouen.
Le ROC fait ses débuts dans un championnat officiel en 1973-1974 dans le championnat de deuxième série même si peu de trace n'existent de ce premier championnat disputé par Rouen.

### Les débuts du RHC

Logotype du Rouen Hockey Élite 76 de 1982 à 1992.

Le club est créé le 22 octobre 1978 sous le nom Rouen Hockey Club (ou RHC). En 1982, il évolue alors en Nationale C sous la direction de Serge Evdokimoff et au terme de la saison 1982-1983, Rouen est devancé par la réserve de Viry (champion de Nationale C) et par Limoges. En portant réclamations contre Viry à la suite de l'utilisation de joueur de l'équipe première en équipe réserve et profitant des malheurs de Nice, pensionnaire de Nationale B dont la patinoire a brûlé, le club normand accède à l'échelon supérieur.
Pour sa première saison au deuxième niveau national, Rouen termine en milieu de tableau de sa poule au terme de la première phase. Au terme de cette première phase, les clubs de la poule Nord et de la poule Sud classés troisième, quatrième et cinquième accèdent au critérium de Nationale B. Les Dragons terminent à nouveau quatrième, ce qui leur fait conclure leur saison en huitième position sur seize clubs engagés.
La saison suivante, Rouen devient champion de Nationale B en ne comptant qu'une seule défaite à Limoges. Rouen accède ainsi à l'élite lors de la saison 1985-1986.
Pour sa première saison au sein de l'élite, Rouen conserve la plupart de l'effectif qui lui a permis d'être promu. L'équipe, entraînée par Serge Evdokimoff, remporte dès son premier match la première victoire de son histoire en Ligue Magnus contre Viry et Guy Fournier sur le score de 7-3. Avec un bilan de 17 victoires, 14 défaites et un nul en 32 matchs, le RHC effectue une saison honorable en terminant à la septième place d'un championnat comptant douze équipes.
Le maintien obtenu, l'équipe normande se tourne vers la saison 1986-1987 avec le rôle d'outsider. Elle recrute notamment le portier Antoine Mindjimba (qui restera trois saisons au club). Cependant l'équipe gagne peu. À la suite du manque de résultats et des retards de paiement des joueurs, un mauvais climat s'installe et provoque le départ de l'entraîneur Serge Evdokimoff. Ce dernier est remplacé par le duo de joueurs Luc Tardif - Jean Savard qui arrive à sauver les Rouennais de la relégation en coiffant Viry en toute fin de saison. Ainsi, le RHC termine neuvième sur dix.
La saison 1987-1988 voit l'arrivée de Franck Pajonkowski au sein de l'effectif. À cette arrivée s'additionne celle des canadiens Claude Verret et André Saint-Laurent, deux joueurs ayant une expérience dans la Ligue nationale de hockey. Désormais entraîné par Denis Methot, le RHC affronte les neuf autres équipes du championnat lors de la première phase où il termine à la quatrième position, les six premières places étant qualificatives pour la deuxième phase. Lors de cette deuxième phase où toutes les équipes se rencontrent, les normands n'arrivent pas à enchaîner les victoires : ils finissent sixièmes et derniers de la poule, ce qui les prive de play-offs. Au terme du match de classement pour la sixième place, Rouen est défait par les Français Volants de Paris. De ce fait, le RHC termine sixième du championnat, son meilleur résultat jusqu'alors.
La saison 1988-1989 voit un nouveau changement d'entraîneur avec la nomination de Larry Huras. Ce dernier est aussi une nouvelle recrue défensive, cumulant ainsi les postes de joueur et d'entraîneur. C'est aussi la saison de l'arrivée de Guy Fournier, alors double détenteur du trophée Charles-Ramsay. La formule du championnat est la même que l'année précédente avec deux phases de poules puis les play-offs. Avec ses nouvelles recrues et emmenés par leur capitaine Claude Verret, les dragons finissent la première phase à la deuxième place derrière les Français Volants. Ce classement s'inverse à la fin de la deuxième phase. Par conséquent, les Rouennais sont qualifiés pour les play-offs (les demi-finales en l'occurrence). Ils sont battus difficilement par les Écureuils d'Amiens deux matchs à un lors de la demi-finale mais réussissent à se remobiliser pour battre Briançon dans la petite finale. Ainsi, le RHC termine troisième sur dix et pour la première fois sur le podium. À la fin de la saison, le trophée Albert-Hassler, du meilleur joueur, est remis à Yves Crettenand, c'est la première fois qu'une récompense individuelle est décernée à un joueur de Rouen.

### Les premiers succès (1989-1995)
La saison 1989-1990 constitue une année capitale pour Rouen. Les derniers « Dragons historiques » quittent le club et des futures figures du club arrivent : Petri Ylönen, Denis Perez et Benoît Laporte entre autres. Encadrés par les Fournier, Pajonkowski et Verret, les Dragons arrivent en tête de la première et de la deuxième phase de la saison. Ils battent ensuite les Écureuils d'Amiens sur le score de deux matchs à zéro. Pour sa première finale, le RHC remporte sa première coupe Magnus en battant Grenoble deux matchs à zéro (8 buts à 5 et 5 à 1).
L'occasion est donnée aux Dragons de confirmer lors de la saison 1990-1991. L'effectif demeure stable. Les Rouennais dominent la première phase avec 13 victoires en 14 matchs ainsi que la deuxième phase avec 24 victoires en 28 matchs. Les Dragons affrontent les Français Volants de Paris en quart de finale (victoire 3 matchs à 1) puis les Girondins de Bordeaux en demi-finale (victoire 3 matchs à 0). Comme la saison précédente, le titre se joue entre Rouen et Grenoble. Grenoble gagne son match à domicile sur le score de 5-4. Lors du match retour dans la patinoire de Caen (la patinoire de l'île Lacroix étant indisponible), les deux équipes se neutralisent (5-5). Avec une défaite et un match nul, les Rouennais s'inclinent et finissent deuxièmes.
Durant l'intersaison, peu de changements surviennent dans l'effectif si ce n'est l'arrivée de Serge Poudrier. Le RHC joue ses matchs de la saison 1991-1992 à domicile au Havre, la patinoire de Rouen demeurant indisponible. Le RHC finit premier lors de la première phase. Lors de la seconde phase, Rouen peut commencer à jouir de sa nouvelle patinoire inaugurée le 14 janvier 1992. Rouen termine premier de la seconde phase avec un bilan de 17 victoires pour 3 défaites en 20 matchs joués. La saison s'achève sur cette deuxième phase, la formule choisie ne comportant pas de play-offs. Les Dragons décrochent ainsi leur deuxième coupe Magnus.
À la suite d'une refonte de la formule du championnat, Rouen évolue lors de la première phase de la saison 1992-1993 dans la poule sud où toutes les autres équipes sont issues des Alpes. Une arrivée notoire est à signaler dans l'effectif des Dragons : celle d'Éric Pinard (qui restera huit saisons au club). Rouen termine à égalité de points avec Chamonix de la poule, les deux équipes ayant effectué le même parcours : treize victoires et une défaite en quatorze matchs. Mais disposant de la meilleure attaque (135 buts inscrits) et de la meilleure défense (24 buts encaissés), le RHC profite d'une meilleure différence de buts pour terminer premier de la poule (+111 pour Rouen contre +61 pour Chamonix). Lors de la deuxième phase, les adversaires de Rouen sont Amiens, Reims et à nouveau Chamonix. Les Dragons remportent douze victoires en autant de matchs et finissent premier de cette phase. La demi-finale des play-offs s'avère difficile pour les Dragons qui n'écartent les Gothiques qu'au cinquième match après avoir été menés 2 matchs à 1. En finale, Rouen affronte pour la dernière fois de la saison les Huskies qu'ils battent 3 matchs à 1 pour devenir champions une troisième fois.
Lors de la saison saison 1993-1994, les Rouennais sortent invaincus de leur poule de qualification. Lors de la deuxième phase, Rouen concède une défaite et un nul en douze matchs. Ainsi le club finit premier de la poule lors de cette phase. En demi-finale des play-offs, les Dragons battent sèchement Angers 3 matchs à 0 puis affrontent Chamonix en finale. À l'instar de la saison précédente, le RHC dispose de Huskies, cette fois-ci sur le score de 2 matchs à 0. Rouen glane alors sa quatrième coupe Magnus. Les Dragons décrochent quasiment toutes les autres récompenses : le trophée Charles-Ramsay revient à Franck Pajonkowski, les trophées Albert-Hassler et Raymond-Dewas reviennent à Franck Saunier et le trophée Jean-Ferrand revient à Petri Ylönen. Les Dragons remportent même le trophée Marcel-Claret. Seul le trophée Jean-Pierre-Graff, qui désigne le meilleur espoir, leur échappe.
À l'orée de la saison 1994-1995, deux changements non négligeables surviennent au sein de l'équipe. Au poste d'entraîneur, Larry Huras est remplacé par le désormais retraité Benoît Laporte et Claude Verret part au Lausanne Hockey Club. Rouen affronte ses sept adversaires et termine à la première place de la saison régulière avec un bilan de 22 victoires en 28 matchs. En quart-de-finale, les Dragons affrontent les derniers de la saison régulière : les Jets de Viry. Après une victoire remportée sur le score de 3 matchs à 0, le RHC poursuit sa route vers la finale en battant Reims sur le même score. Après un match nul (3-3) à Brest contre les Albatros lors du premier match de la finale, les Rouennais s'imposent à domicile sur le score de 4-3 avec trois buts de Franck Pajonkowski. Cette victoire permet à Rouen de décrocher son cinquième titre, le quatrième consécutif. En parallèle, le RHE s'impose en Ligue Atlantique et est ainsi qualifié pour la coupe des ligues européennes. Les Dragons atteignent la finale mais doivent s'incliner face au Hockey Club Bolzano de Jaromír Jágr (mise au point : Bolzano n'était pas le club de Jaromír Jágr mais simplement le joueur tchèque faisait une pige pour le club italien en raison de la grève des joueurs de NHL)..

### La mauvaise passe (1995-2000)
Les Dragons attaquent la saison 1995-1996 avec un effectif resté stable, et avec notamment deux recrues finlandaises Ari Salo et Rami Koivisto qui viennent de remporter la Coupe d'Europe 1995 avec les Jokerit d'Helsinki.
L'équipe finit deuxième de la première phase derrière Brest, classement qui s'inverse à la fin de la seconde phase. Rouen ne connaît alors aucune difficulté à écarter Viry en quart de finale (3 matchs à 0) puis Reims en demi-finale sur le même score. Rouen et Brest se retrouvent à nouveau en finale. C'est le club breton qui s'impose en trois matchs secs et qui brise la série des normands. Les Dragons se consolent avec un bon parcours européen leur permettant tout d'abord de remporter la Ligue Atlantique et ainsi d'être directement qualifiés pour la finale de la coupe des ligues européennes. Les Rouennais y affrontent un club autrichien, le VEU Feldkirch, qu'ils battent 5-2 (en Autriche) puis 7-3 (à domicile).
À la suite de cela, la saison 1996-1997 voit le départ de plusieurs joueurs clés : Petri Ylönen, Serge Poudrier, Steven Woodburn, par exemple. Parallèlement engagé dans la Ligue européenne de hockey, Rouen accumule les matchs et ne finit que quatrième de la première phase du championnat, derrière les grosses cylindrées d'alors : Brest, Grenoble et Reims. Ensuite, les Dragons n'arrivent pas à renverser la tendance et terminent la seconde phase à la même position. En quart de finale, Rouen affronte Grenoble. La rencontre se joue au meilleur des cinq matchs. Les normands débutent avec une défaite à domicile (2-3) puis une autre à la patinoire Clémenceau (6-2). Rapidement menés 2 matchs à 0, les dragons parviennent à revenir à deux manches partout. Le match décisif est perdu à Rouen sur le score de 4 buts à 1. Les Rouennais jouent alors les matchs de classement et terminent finalement à la cinquième place, leur pire résultat des neuf dernières saisons.
Les médiocres résultats de la saison précédente provoquent le départ de Benoît Laporte. C'est alors que Guy Fournier fait son retour sur les rives de la Seine en tant qu'entraîneur pour la saison 1997-1998. La moitié de l'équipe est alors modifiée à la suite des différents départs et arrivées. Les Rouennais terminent cinquièmes de la première phase et parviennent à grappiller une place lors de la seconde phase ce qui leur permet de se qualifier pour les quarts de finale. Joués au meilleur des sept matchs, Rouen bat sèchement Reims en quatre manches. En demi-finale (qui se joue elle en trois manches gagnantes), les Dragons rencontrent les Brûleurs de Loups qui ont dominé les deux phases de la saison régulière. Rouen perd lors du dernier match disputé à Grenoble. Quant à la petite finale, Rouen s'incline également 3 matchs à 2, cette fois contre Lyon, d'où une quatrième place à la fin de la saison.
La saison saison 1998-1999 est difficile : Rouen termine septième lors de la première phase avec un bilan mitigé de sept victoires, trois nuls, huit défaites. L'équipe glisse même d'une place au terme de la seconde phase. Étant huitième, Rouen affronte Reims, le premier du classement au terme des deux premières phases. Le quart de finale se solde par une victoire rémoise sur le score de 4 matchs à 1. Le RHE termine huitième cette saison.
La saison saison 1999-2000 voit de nombreux changements dans l'effectif (dont le retour notable de Steven Woodburn après un passage en élite allemande) qui donnent un nouveau souffle aux Dragons. La première phase se solde par une première place au classement avec un bilan de dix victoires, trois nuls et trois défaites. Rouen connaît une deuxième phase plus difficile et termine finalement troisième à l'issue de la deuxième phase, s'étant fait doubler par les Léopards de Caen (2e) et les Flammes de Reims (1ers). En quart de finale, les Dragons rencontrent les Orques d'Anglet dont ils se défont par 3 victoires à 0. En demi-finale, Rouen rencontre son homologue bas-normand. Caen gagne à domicile les deux premiers matchs de la série. Rouen remporte les deux suivants à domicile en prolongation. La rencontre se joue alors au cinquième match à Caen. Les deux équipes n'arrivent pas à se départager ni lors des trois tiers temps, ni lors de la prolongation. C'est aux tirs de fusillade que les Léopards s'imposent. Rouen termine troisième du championnat sans jouer de petite finale à la suite d'un accord passé avec l'autre demi-finaliste perdant, Amiens (Rouen bénéficie de son meilleur classement au terme de la saison régulière). L'éclaircie est confirmée par un bon parcours en coupe de France où les Dragons atteignent la finale. La finale, disputée le 14 mars 2000 à Boulogne-Billancourt, se termine par la victoire des Léopards de Caen sur le score de 4 buts à 1.

### Le renouveau (2000-2006)
C'est avec une équipe renouvelée que les Dragons attaquent la saison 2000-2001 (départ de Éric Pinard, arrivée de Daniel Carlsson notamment). Les Rouennais survolent la première phase de la saison avec une seule défaite - contre Angers et en prolongation - en quatorze matchs. Le deuxième, Amiens est relégué 8 points derrière. Le bon parcours du RHE se poursuit lors de la seconde phase malgré une défaite contre Reims sur tapis vert pour non-paiement des arbitres de la rencontre (à la suite d'un arbitrage jugé mauvais). Ainsi, Rouen termine premier de cette phase avec un bilan de 23 victoires, 2 nuls et 3 défaites. Les Dragons affrontent les Jets de Viry en quart de finale qu'ils battent 3 matchs à 0. Viennent ensuite les Brûleurs de Loups de Grenoble en demi-finale. La rencontre, jouée au meilleur des cinq matchs, voit deux victoires nettes de Rouen (6-0 et 5-2) puis deux victoires de Grenoble dans l'Isère (6-5 et 4-1). Le match décisif, disputé en Normandie s'achève sur une victoire de Rouen (4-0) qui se qualifie de fait pour la finale. Opposés aux Orques d'Anglet, les Dragons remportent rapidement leur sixième coupe Magnus en trois manches sèches.
La saison 2001-2002 ne se dispute qu'avec sept clubs. De ce fait, une nouvelle formule de championnat est adoptée : il se joue en trois phases avec conservation de la moitié des points acquis lors de la deuxième phase pour la troisième phase. Rouen commence bien la première phase mais marque le pas à la suite d'un week-end de Coupe continentale. Le parcours devient alors chaotique et les Dragons ne peuvent faire mieux qu'obtenir une cinquième place à l'issue de la première phase. La tendance reste la même lors de la deuxième phase, même si les Rouennais arrivent à gagner une place au classement. Avec 29 points, le RHE reste au contact des meilleures équipes (Reims avec 34 points, Grenoble et Amiens avec 30 points). Rouen conserve 15 points pour attaquer la troisième phase durant laquelle les Brûleurs de Loups et les Gothiques sont dépassés par les Dragons. Mais les normands ne réussissent pas à revenir sur les Flammes bleues et finissent deuxièmes. Les Rouennais se rattrapent en gagnant leur première coupe de France en disposant des Séquanes de Besançon. La finale, jouée le 19 février 2002 à Besançon, se termine sur une victoire nette de Rouen : 8 buts à 1.

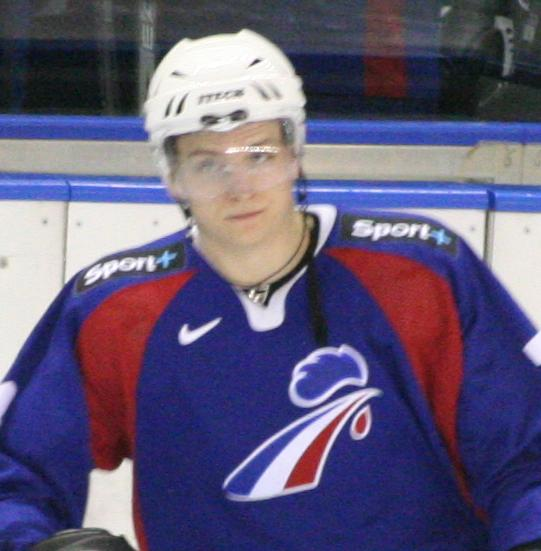
Nicolas Besch sous les couleurs de l'équipe de France lors d'un match amical contre la Pologne en 2006

La saison 2002-2003 voit une profonde refonte du championnat. 16 clubs sont désormais engagés dans un championnat appelé Super 16. Guy Fournier devient manager général du RHE alors que Franck Pajonkowski prend la place de ce dernier au poste d'entraîneur. Les départs (Pajonkowski, Phil Groeneveld) sont compensés par la promotion des jeunes du centre de formation (Nicolas Besch entre autres), le retour d'Éric Raymond et des transferts faisant notamment arriver Arnaud Briand sur les bords de la Seine. L'entame de la saison est bonne pour les Dragons mais elle est brisée par une pénalité à la suite d'une entorse au règlement. Ce dernier stipule que les clubs peuvent engager au maximum quatre joueurs communautaires et quatre extracommunautaires. Bien que respectant la consigne d'avoir huit étrangers au maximum, le RHE dispose de cinq canadiens dans son effectif et enfreint donc la règle, ce qui lui vaut 9 points de pénalité (une rotation a alors lieu entre les canadiens du club). De ce fait, les Rouennais se doivent d'accomplir un parcours exemplaire s'ils veulent se qualifier pour le poule Magnus. C'est chose faite avec une première phase s'achevant sans aucune défaite et une pénalité réduite à 3 points par le CNOSF. Rouen réalise ensuite un bon parcours en poule Magnus. Les Dragons terminent premiers avec 10 victoires au compteur pour 14 possibles. Ils affrontent alors Grenoble en demi-finale, qu'ils battent sèchement 3 victoires à 0. En finale, les Normands retrouvent le rival picard, Amiens. C'est la première fois que ces deux clubs se rencontrent à ce niveau de compétition. Les amiénois s'imposent à domicile 4 buts à 2. De retour dans leur patinoire, les Dragons doivent attendre les tirs de fusillade pour s'imposer après avoir été rejoints à 1-1 dans le dernier tiers temps. Enfin, dans le dernier match de la rencontre, Rouen s'impose 4-2 et décroche ainsi à nouveau le titre.

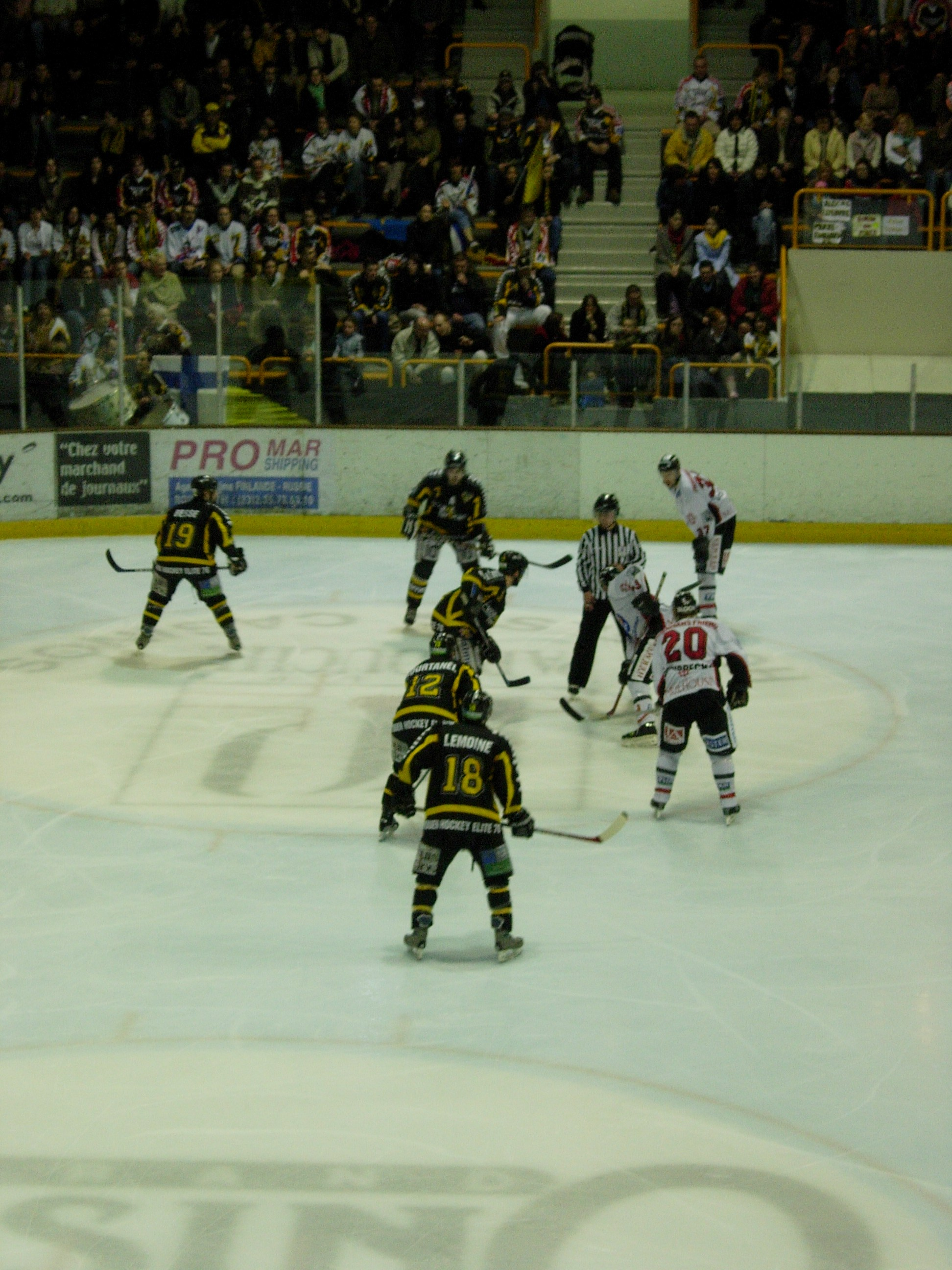
Les Dragons affrontant les Scorpions de Mulhouse à domicile lors du deuxième match de la demi-finale de la saison 2004-2005

La saison 2003-2004 est celle des départs de Guillaume Besse et Éric Doucet mais aussi de l'arrivée de beaucoup d'éléments du centre de formation en équipe première (Simon Doreille, Benoît Quessandier, Pierre-Édouard Bellemare, Alexandre Lefebvre, Tristan Lemoine, Damien Raux, Thibault Geffroy, etc). Le RHE fait signer Maurice Rozenthal. Les Dragons effectuent un parcours difficile qui ne leur permet d'obtenir qu'une cinquième place dans la poule Ouest lors de la première phase. Conséquence directe de cette mauvaise place, les Rouennais ne peuvent défendre leur titre car ils ne sont qualifier que pour la poule nationale. Face à des équipes de moindre calibre, les Haut-Normands effectuent une deuxième phase presque parfaite (12 matchs : 11 victoires, 1 défaite en prolongation contre Angers). Qualifié pour les play-offs de la poule nationale, le RHE affronte Clermont en demi-finale. Le premier match, disputé en Auvergne, se solde par une victoire des Sangliers 4 buts à 2. Au match retour, les Dragons ne parviennent pas à s'imposer (match nul 0-0). Ils sont alors opposés aux Ducs pour la troisième place de la poule nationale et gagnent. Les Dragons finissent leur saison à ce stade de la compétition sur une modeste onzième place. Malgré cette contre-performance en Ligue Magnus, les Dragons remportent la Coupe de France 2003-2004 en battant en finale les Brûleurs de Loups le 9 mars 2004 à Pôle Sud sur le score de 5 buts à 1.
Guillaume Besse et Éric Doucet reviennent dès la saison 2004-2005 après un an d'exil sur les glaces canadiennes. Dans le même temps, Alain Vogin arrête sa carrière pour s'occuper du hockey mineur à Rouen. L'équipe allie expérience et jeunesse. Le RHE commence la saison de manière remarquable, enchaînant les victoires contre des grosses cylindrées comme Grenoble et les scores fleuves (11-1 contre Clermont, 14-2 contre Dunkerque). Les Dragons se rendent alors en Alsace pour défier les Scorpions de Mulhouse et leur armada impressionnante. En effet, les mulhousiens comptent dans leurs rangs deux joueurs de Ligue nationale de hockey ayant fui le lock out : Steven Reinprecht et Steve Montador. Ils disposent également de joueurs de tout premier plan comme Fabrice Lhenry, Olivier Coqueux ou encore Maurice Rozenthal. Les Scorpions s'imposent 4 buts à 2. Dans la foulée, les Dragons s'inclinent une deuxième fois à Tours contre les Diables noirs. Rouen reprend ensuite sa marche en avant en battant successivement Dijon, Amiens et Briançon. Rouen connaît trois autres défaites avant la fin de la saison régulière. Entretemps, le capitaine des Dragons, Doucet, ne respecte pas son contrat et s'engage en faveur des Dragons de Verdun avant même la fin de la saison régulière. Le parcours effectué permet aux normands de finir premiers du classement avec 45 points en devançant seulement Tours et Grenoble grâce à une meilleure différence de buts. Les Dragons rencontrent alors les Gothiques, champions en titre, en quart de finale, la première étape des play-offs. La rencontre est très serrée, Rouen s'imposant dans le premier match aux tirs de fusillade puis 5 buts à 2 dans le deuxième match. Les deux équipes se retrouvent ensuite au Coliséum. Amiens s'impose à son tour lors de la séance de fusillade puis gagne le quatrième match de la série sur le score de 4 buts à 3. De retour à l'Île Lacroix, les Dragons s'imposent sur le score de 6 buts à 3 pour ce qui constitue le dernier match de Denis Perez. Cette victoire leur permet de remporter la série et d'accéder aux demi-finales. Vient alors Mulhouse. Les deux premiers matchs sont joués en Normandie. Lors du premier match, les seinomarins doivent attendre la séance de fusillade pour s'imposer. Le second match est quant à lui remporté par les alsaciens sur le score de 5 buts à 2. Les Scorpions gagnent alors leurs deux matchs à domicile, remportant ainsi la série par 3 matchs à 1. Lors du match pour la 3e place, les Rouennais perdent contre les Grenoblois. C'est sur cette quatrième place qu'Arnaud Briand termine sa carrière. Cette même saison, les normands décrochent leur troisième coupe de France le 25 février 2005 à Méribel. Ils battent difficilement Briançon en finale, s'imposant 4 buts à 3 avec notamment deux tirs de fusillade marqués par Kimmo Salminen.
L'intersaison qui suit est mouvementée. La FFSG rappelle le RHE à l'ordre pour dépassement de la masse salariale notamment. Mais des problèmes plus graves - qui aboutissent à la rétrogradation des deux clubs finalistes (Mulhouse et Tours) de la saison qui vient de s'achever - permettent au club normand de s'en sortir dans un moindre mal. À l'orée de la saison 2005-2006, les Dragons subissent de nombreux départs (nouveau départ de Guillaume Besse, arrêt de Arnaud Briand, départ d'Éric Raymond...). De ce fait, l'encadrement réalise un recrutement important : signatures de Olivier Coqueux (en provenance Mulhouse à la suite de la dissolution du club), de Julien Desrosiers (meilleur buteur la saison précédente), de Ramón Sopko (en provenance de Tours à la suite de la rétrogradation du club), de Carl Mallette, de Éric Fortier et Marc-André Thinel (tous trois canadiens, provenant respectivement des Grrrowl de Greenville, des Royals de Reading et des Bulldogs de Hamilton). Avec cette nouvelle équipe les Dragons réalisent une saison régulière presque parfaite. Ils sont seulement accrochés lors de la troisième journée par les Pingouins de Morzine qui les contraignent au match nul dans les Alpes (3-3 après prolongation). Tous les autres matchs sont ponctués de victoires et Rouen termine premier de la saison régulière. Exempts de huitième de finale, les play-offs commencent en quart de finale pour les Dragons. Ils y affrontent Angers qu'ils battent en trois manches sèches. Dijon connaît le même sort en demi-finale. Le RHE retrouve le Hockey Club Amiens Somme en finale pour une revanche de la finale version 2002-2003. Lors des deux premiers matchs en terrain normand, les Rouennais s'imposent 5-3 puis 5-1. Les Dragons sont sacrés dès le troisième match, sur la glace amiénoise, en remportant le match par 3 buts à 2. Ce match marque la fin de carrière d'Antoine Mindjimba et permet aux normands de finir la saison invaincus. Avec le trophée Jean-Ferrand dans les bras de Ramón Sopko, le trophée Charles-Ramsay dans ceux de Carl Mallette (à la fois meilleur buteur et meilleur compteur du championnat), la meilleure défense (62 buts encaissés) et la meilleure attaque (198 buts marqués), la huitième coupe Magnus des Dragons est certainement la plus aboutie.

### Une nouvelle page (2006-2016)

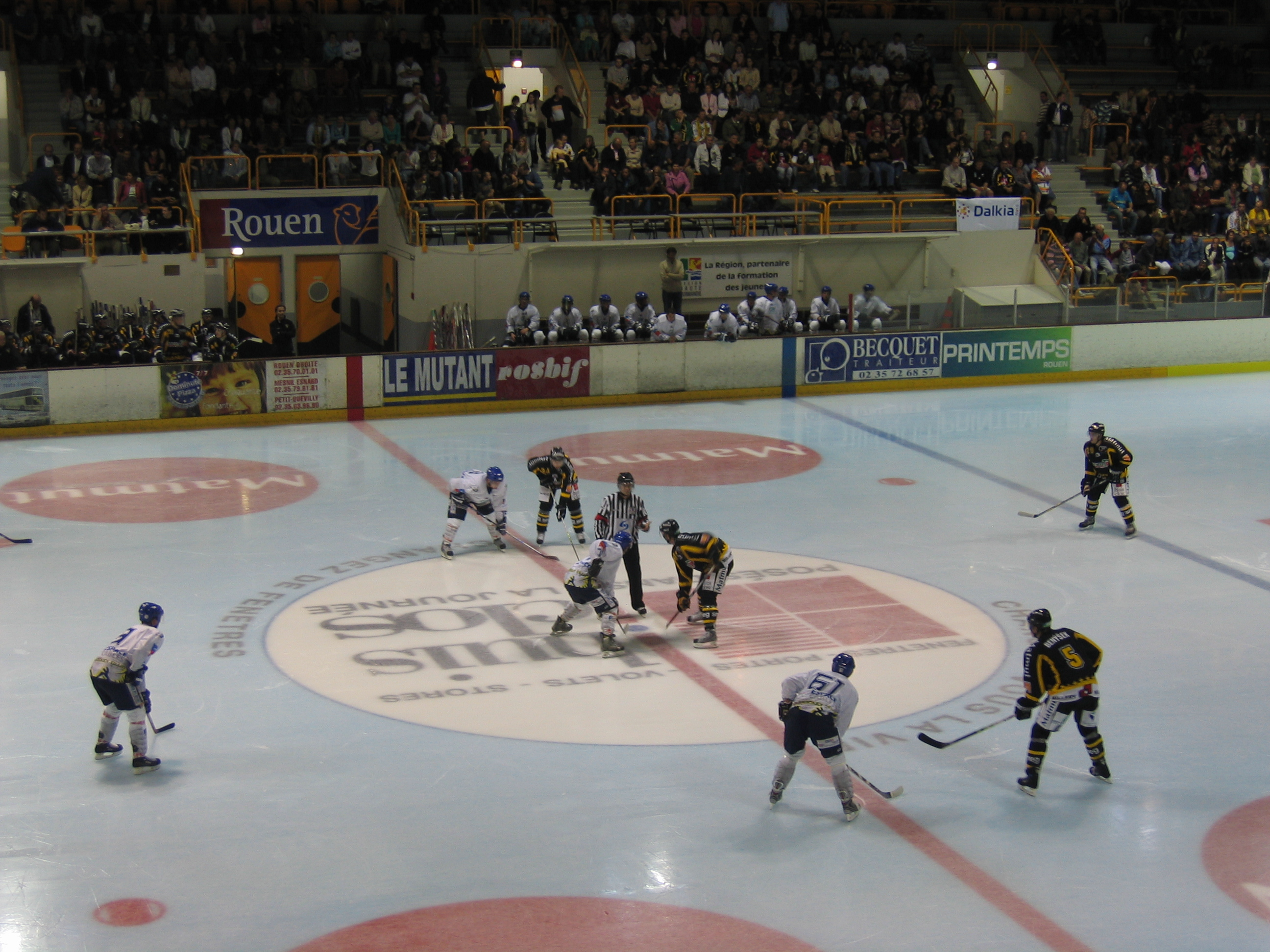
Le match Rouen-Dijon, comptant pour la troisième journée de la Ligue Magnus 2007-2008

Les Dragons commencent la saison 2006-2007 sans Carl Mallette, un des principaux artisans de la victoire l'an passé, parti évoluer en élite autrichienne (ÖEL). Pour pallier ce départ, le RHE recrute Sébastien Thinel le frère jumeau de Marc-André. D'autres départs sont à noter, comme ceux de Pierre-Édouard Bellemare ou encore d'Olivier Coqueux. Franck Pajonkowski abandonne de son côté le poste d'entraîneur pour occuper d'autres fonctions dans l'encadrement du club. Alain Vogin, ancien Dragon et responsable jusqu'alors des jeunes, prend la direction de l'équipe première. Rouen a du mal à trouver son rythme et connaît plusieurs défaites en début de saison. À l'opposé, le club termine la saison par une série de dix victoires consécutives. Les Dragons finissent quatrième de la saison régulière, ce qui leur permet d'être exempts de huitième de finale. Lors des séries, les Rouennais éliminent Angers en quatre matchs en quart de finale puis affrontent, pour les demi-finales, les Pingouins de Morzine qui ont terminé premiers de la saison régulière. Morzine s'impose à domicile lors des deux premiers matchs alors que Rouen gagne le troisième à l'île Lacroix. Mais les Dragons perdent le quatrième match dans leur antre, s'inclinant 3 victoires à 1. Stoppés en demi-finale de coupe de France par Angers (le futur vainqueur) et vaincus en finale de la toute nouvelle coupe de la Ligue par Grenoble, c'est la première saison sans trophée pour le RHE depuis 1999-2000.
Pour la saison 2007-2008, le RHE enregistre le retour de Carl Mallette, et l'arrivée de nouveaux joueurs comme Olivier Bouchard ou Éric Houde, qui a déjà pris part à 30 matchs de NHL. À noter également le départ de Nicolas Besch, qui rejoint l'Allsvenskan, le deuxième échelon du championnat suédois. Après une défaite dès la première journée face au champion en titre, Grenoble, et une première partie de saison en demie teinte, les Dragons se révèlent irrésistibles durant les derniers mois de compétitions : finalement, ils obtiennent sur le fil la première place de la saison régulière. Imposant leur domination offensive, ils monopolisent les premières places du classement des meilleurs marqueurs : Marc-André Thinel reçoit le trophée Charles-Ramsay avec 60 points et devance ses trois coéquipiers Carl Mallette, Éric Doucet et Julien Desrosiers d'un point. Le premier non-Rouennais, Michaël Tessier, est cinquième avec 50 points. Lors des play-offs, les Rouennais dominent leurs adversaires, en battant Dijon, Angers, puis Briançon en trois matchs secs. Ils remportent ainsi leur neuvième titre de champion de France. Dans les autres compétitions, ils remportent pour la première fois de leur histoire la Coupe de la Ligue en s'imposant face à Briançon, et atteignent la finale de la Coupe de France, jouée au Palais omnisports de Paris-Bercy devant près de 13 000 spectateurs, mais s'inclinent face à Grenoble aux tirs au but.

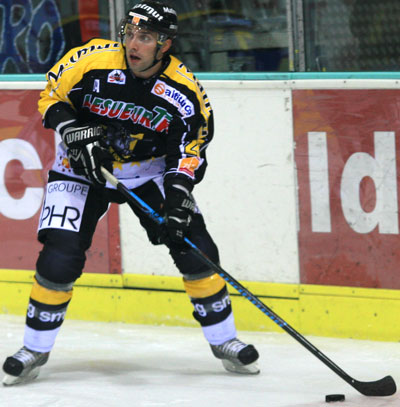
Marc-André Thinel, double vainqueur du trophée Charles-Ramsay

Le RHE entame la saison 2008-2009 avec une stabilité offensive, les meilleurs pointeurs de l'exercice précédant restent au club, et Olivier Bouchard, après quelques mois passés en Suède, revient sur la glace de l'île Lacroix, mais la défense se retrouve profondément modifiée avec les départs de Ladislav Benýšek, Benoît Quessandier et Jonas Liwing. Lors de la saison régulière, les Dragons soufflent le chaud et le froid, capables des meilleures performances, comme la victoire 7-0 face à Mont-Blanc ou celle à Pôle Sud contre Grenoble, mais également de matchs plus ternes, comme les surprenantes défaites à domicile contre des équipes de milieux de classement telles Epinal, Morzine ou Villard. Ils terminent la saison régulière à la troisième place. Les séries finales se révèlent assez décevantes : après s'être imposés face aux Spinaliens en quart de finale, ils abordent les demies face aux Grenoblois avec le désavantage de la glace et finissent par s'incliner en trois matchs. Les autres compétitions ne permettent pas non plus de garnir l'armoire des trophées, puisque les Dragons sont éliminés en demi-finale de la Coupe de la Ligue par Briançon et sont sortis au même niveau de la Coupe de France par les futurs champions. À noter cependant la belle performance des Rouennais lors de la finale de Coupe Continentale, qu'ils accueillent dans leur patinoire. Ils prennent en effet la seconde place, ce qui constitue à ce jour le meilleur résultat d'un club français, en battant notamment le vainqueur de la compétition, le MHC Martin.

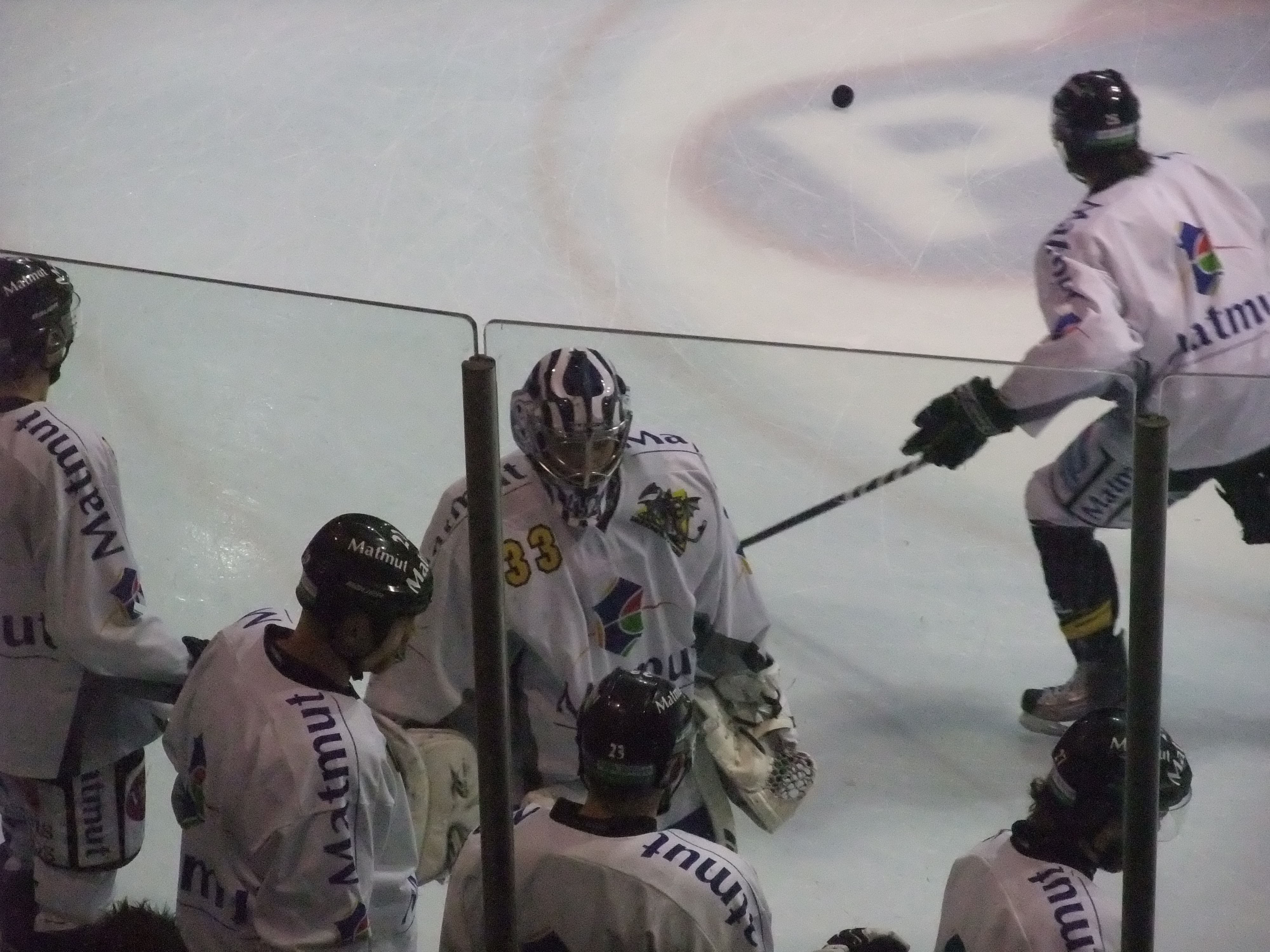
L'équipe 2009-2010 à l'échauffement lors de la finale 2010

La saison 2009-2010 débute mal pour le RHE76 qui rencontre des difficultés contre certaines petites équipes comme Morzine et Dijon. Après une mise en route laborieuse, l'équipe rouennaise enchaîne les victoires contre Chamonix Hockey Club, Gap, Strasbourg et Briançon, un des favoris pour le titre le 30 octobre 2009. Malgré des défaites face à Amiens (4-3) et Grenoble (3-2), le club s'impose face au leader du championnat et autre favori pour le titre, Angers (2-1). Cette victoire permet de relancer le championnat, car au 26 décembre 2009, les trois premières équipes se tiennent en trois points : Angers en comptabilise 22, Briançon 20 et Rouen 19.
Les Dragons de Rouen jouent la finale de la coupe de la Ligue le 29 décembre 2009 contre les Brûleurs de Loups de Grenoble après avoir battu Amiens 10-3 et 4-2 puis Briançon 3-2 et 3-1. La finale se joue sur une seule rencontre et Rouen mène 4-0 au début de la troisième période avec des buts d'Ilpo Salmivirta, Daniel Babka et un doublé de Carl Mallette ; les Dragons remportent leur deuxième coupe de la Ligue sur le score de 6-4.
Les joueurs de Rouen tentent de remporter un deuxième trophée en jouant la finale de la coupe de France contre Briançon après avoir écarté Neuilly-sur-Marne 6-2, Courbevoie 11-1, Mulhouse 8-0 et enfin Angers 7-0. Les deux équipes terminent le temps réglementaire avec un but chacune : Luc Tardif Junior pour Rouen contre Marc-André Bernier pour Briançon ; la prolongation ne suffit à départager les deux équipes et finalement ce sont les joueurs de Briançon qui l'emportent à la suite des tirs de fusillade.
Les Dragons de Rouen terminent la saison 2009-2010 à la première place du classement avec dix-neuf victoires en vingt-six rencontres ; Carl Mallette est le meilleur pointeur de l'équipe et le deuxième de la ligue : il compte cinquante-quatre points contre soixante-et-un pour Jonathan Bellemare d'Angers. L'équipe est directement qualifiée pour les quarts de finale des séries éliminatoires où ils éliminent en trois rencontres les Chamois de Chamonix. Ils rencontrent par la suite les Brûleurs de Loup de Grenoble qu'ils battent également en trois rencontres, le dernier match se soldant sur le score de 3-2 à la suite de la séance de tirs au but ; lors de cette rencontre, Mallette inscrit les deux buts des siens, à chaque fois avec Thinel et Doucet comme assistants. En finale de la coupe Magnus, les Dragons perdent les deux premières rencontres sur leur glace contre Angers, 1-2 et 2-4 ; ils se reprennent par la suite en remportant les trois rencontres qu'il reste dans la série et mettent la main sur une nouvelle Coupe Magnus, la dixième de leur histoire. Avec vingt-deux points points en onze rencontres, Mallette est le meilleur pointeur des séries.
Après deux saisons sans victoire finale en championnat, l'équipe change de visage pour la saison 2015-2016 avec les départs de Julien Desrosiers, meilleur pointeur français, Jonathan Janil ou Francis Charland, meilleur pointeur étranger du dernier championnat. Ces départs sont compensés par l'arrivée des frères Treille et d'anciens joueurs LNH comme le gardien Dany Sabourin et Jason Krog. Gardien des Dragons depuis 6 ans, Fabrice Lhenry prend sa retraite pour devenir l'entraîneur principal du club.
Le 4 octobre 2015, les Dragons signent une première historique pour le hockey sur glace français en battant les Comets d'Utica, équipe de la Ligue américaine de hockey affiliée aux Canucks de Vancouver (LNH), au cours de la Hockey Week, tournoi organisé par Lyon,.
Au cœur d'un mois de janvier 2016 crucial pour les objectifs de victoire du RHE, les Dragons s'imposent 4-2 contre les Brûleurs de loups de Grenoble en Finale de Coupe de France le 3 janvier pour le retour du hockey sur glace à l'AccorHotels Arena fraîchement rénovée avant, une semaine plus tard, de remporter la Coupe Continentale pour la 2e fois de leur histoire après 2012, aux dépens du Herning Blue Fox, GKS Tychy, et du Asiago Hockey. Marc-André Thinel termine le week-end avec 5 buts pour 7 points et confirme qu'il est toujours un joueur capital de l'équipe 10 ans après son arrivée. Ce 3e titre européen du RHE, en plus d'être un exploit au niveau du hockey français, donne l'occasion au club de participer à la prestigieuse Ligue des champions pour la saison qui suit. Ils échouent ensuite contre Gap en finale de la coupe de la ligue mais, en mars 2016, ils sont sacrés une nouvelle fois champion de France en dominant les ducs d'Angers en finale.
Pour la saison 2016-2017, les dragons commencent la saison en jouant pour la première fois la Ligue des Champions et affronte les clubs de Davos et Stockholm. Ils ne gagneront aucun match et sont donc éliminés dès la phase de poule? Rouen termine à la troisième place de la saison régulière avec un championnat remodelé à 12 équipes mais avec un format en double aller-retour, soit 44 matchs à disputer. Les Rouennais accèdent à chaque fois à la finale, que ce soit en coupe de France contre Grenoble ou en championnat contre Gap mais perdent à chaque fois.

### La rupture (2017-)
A l'intersaison, la direction choisit de remodeler complètement l'effectif en ne faisant pas resigner le capitaine Patrick Coulombe ainsi que les frères Treille. À l'issue de cette saison, deux joueurs majeurs partent à la retraite : François Pierre Guenette ainsi que Dany Sabourin et des internationaux français tentent leur chance à l'étranger comme Jordann Perret et Olivier Dame-Mallka. Un nouveau projet de jeu est établi avec une défense bien plus lourde et l'intégration de plusieurs joueurs issus des équipes espoirs.
Pour la saison 2017-2018, les Dragons de Rouen rencontrent en finale les Brûleurs de Loups et les normands remportent la série 4 match à 0 (3-4), (0-3), (4-3) puis (5-4), c'est alors le quinzième titre de champion de France pour le club.
Pour la saison 2018-2019, les Dragons de Rouen rencontrent encore en finale les Brûleurs de Loups. Les grenoblois commencent la série en gagnant les deux premiers matchs sur le même score de 3-2 sur la glace de Rouen. Puis les Dragons remportent le troisième et le quatrième match 2-1 puis 1-0 à Grenoble. De retour à l'île Lacroix, Rouen prend l'avantage en battant les Brûleurs de Loups en tirs de fusillade 4-3. Grenoble, qui est dos au mur, réagit sur sa glace et gagne le sixième match 4-1. Le dernier match de la série est remporté par les grenoblois 2-1 qui sont sacrés champions de France.
Pour la saison 2019-2020, c'est Grenoble qui remporte le trophée Jacques-Lacarrière en terminant vainqueur de la saison régulière du championnat de France de hockey sur glace avec quatre points d'avance sur les Dragons de Rouen. Mais la pandémie de Coronavirus met fin à la compétition et la Fédération française de hockey sur glace décide le 17 mars 2020 de stopper en l'état tous les championnats en raison des mesures de confinement  cependant aucun titre de champion n'est officiellement décerné.
Pour la saison 2020-2021, en raison toujours de la pandémie de Covid-19, le déroulement du championnat est très difficile après un mois de compétition en effet la FFHG décide sa suspension en raison des mesures sanitaires prises par le gouvernement. Avec le retard pris sur la compétition, la FFHG change le format du championnat pour la fin de la saison. La Ligue Magnus se déroule alors finalement juste en simple aller-retour pour une fin de la phase de poule prévue au 3 avril 2021. Le 5 mars, après de nouvelles réunions, la fédération prend plusieurs décisions concernant la suite du championnat : les play-offs sont annulés et le premier de la saison régulière est cette année-là exceptionnellement sacré champion de France. Rouen, premier de la saison régulière est de ce fait exceptionnellement cette année-là sacré champion de France pour la seizième fois.
Pour la saison 2022-2023, les Dragons de Rouen rencontrent en finale les Brûleurs de Loups vainqueur de la saison régulière et invaincu à domicile. Les normands remportent la série 4 matchs à 2 après avoir perdu les deux premières rencontres 2-8 et 0-2, ils s'imposent les quatre matchs suivants d'un but et deux fois en prolongations 6-5, 5-4 (P), 1-2 et 4-3 (P), c'est alors le dix-septième titre de champion de France pour le club.

## Équipes liées au RHE76

### Le Club de Hockey Amateur de Rouen
Le Club de Hockey Amateur de Rouen ou CHAR est le club de hockey mineur dépendant du RHE. Le CHAR dispose d'équipes en catégorie moustiques (- de 9 ans), poussins (- de 11 ans), benjamins (- de 13 ans), minimes (- de 15 ans), cadets (- de 18 ans), espoirs (- 21 ans) et loisirs/vétérans. Les minimes ont été champions de France en 1999, 2000, 2001, 2005, 2006, 2007, 2008, 2013 et 2018 les cadets l'ont été en 2000, 2002, 2005, 2010, 2011, 2014 et 2017 et les U20 en 2004, 2006, 2009, 2011, 2013, 2015, 2017 et 2019 et loisirs 2005 et 2006
Avec 26 titres et 13 places de premier du classement des catégories jeunes (1999, 2000, 2004, 2005, 2006, 2008, 2009, 2011, 2013, 2014, 2015, 2017 et 2019) le CHAR figure à la quatrième place des clubs les plus titrés en hockey mineur en France

### Les Dock's du Havre
Il existait un partenariat entre le RHE et le club du Havre. Ce dernier, évoluant en Division 2, accueillait régulièrement des espoirs du CHAR et permettaient de donner du temps de jeu aux jeunes du centre de formation qui ne pouvaient en bénéficier en Ligue Magnus. Simon Doreille, Tristan Lemoine entre autres ont porté les couleurs havraises. De même, les meilleurs havrais bénéficiaient des structures du RHE pour continuer à progresser. C'est par exemple le cas de Nicolas Besch qui a d'abord été formé au Havre avant d'intégrer le CHAR à 14 ans.
Cependant un incident survenu lors de la saison 2006-2007 de Division 2 remit ce partenariat en cause. Les Havrais se sont vu infligés une sanction de trois défaites sur tapis vert en poule play-offs. La cause de cette sanction est que Kévin Igier ne pouvait pas jouer avec les Dock's car il avait participé à plus de dix matchs avec le RHE76 (Ligue Magnus et coupes cumulées). À cause de ce point du règlement, Le Havre ne put accéder aux play-offs (sans la sanction, les Havrais auraient pu y participer). La politique des deux clubs s'en trouva alors être modifiée : Le Havre joue désormais en Division 3 avec ses propres joueurs alors que Rouen a constitué sa propre équipe réserve.
Par ailleurs, les Dragons ont évolué plusieurs fois au sein de la patinoire municipale du Havre dans les années 1990 à la suite d'indisponibilités de la patinoire rouennaise.

### L'équipe réserve
À l'instar d'autres équipes de la Ligue Magnus et à la suite des déconvenues rencontrées avec les Dock's du Havre, le RHE a décidé de créer une équipe réserve évoluant pour sa première saison au sein de la poule nord de la division 3. Après être sortie première de poule, l'équipe remporte la seconde phase de poule play-offs permettant d'accéder au carré final. Le champion se voit désigner lors d'une finale à quatre les 5, 6, et 7 avril 2008 sur la glace de l'île Lacroix. Rouen remporte ses trois rencontres : la première contre les Français Volants de Paris sur le score de 6-0, la deuxième contre les Peaux Rouges d'Évry sur le score de 8-0 et le dernier contre l'équipe réserve de Strasbourg sur le score de 7-6. Les Dragons de Rouen II sont ainsi sacrés champions de France de Division 3 et sont promus en division 2 au sein de la poule Nord pour la saison 2008-2009. Finissant troisièmes sur dix dans leur poule, les Dragons II accèdent aux huitièmes de finale au cours desquels ils sont éliminés par les Bélougas de Toulouse, sixièmes de la poule sud, sur un score cumulé de 6-5 (2-4 à Toulouse, 3-2 Rouen).

### Les Drakkars de Caen
Pour la saison 2016-2017, un partenariat est créé entre Rouen et l'équipe des Drakkars de Caen avec des joueurs qui ont un double contrat. Ce contrat leur permet de jouer avec Caen dans l'optique de poursuivre leur formation et également de jouer avec l'équipe de Rouen. On compte cette année quatre joueurs qui participent à ce partenariat.

## Rivalités

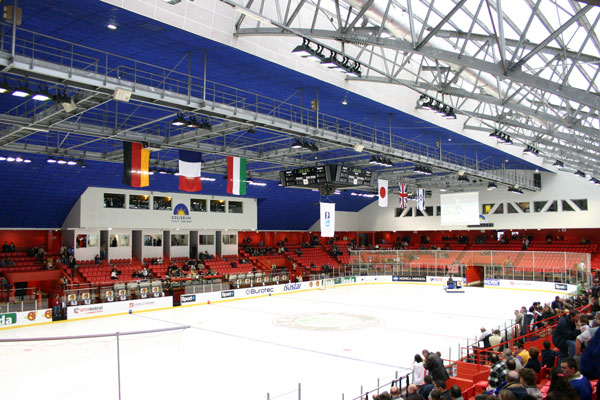
Le Coliséum, l'antre de l'équipe amiénoise

Il existe une certaine rivalité entre les Dragons et les Gothiques. La proximité des deux villes, distantes d'environ 125 km, fait de la rencontre un derby. Les deux métropoles, toutes deux préfectures de région (jusqu'à la réforme de 2015), sont de taille comparable (Rouen : 114 000 habitants, Amiens : 134 000 habitants), tout comme la taille de leur patinoire de l'Île Lacroix : 3 279 places et le Coliséum : 2 800 places).
Les deux équipes font partie des équipes phares du hockey français des deux dernières décennies avec treize coupes Magnus à elles deux, 11 et 2 respectivement. Elles sont montées en Ligue Magnus à trois ans d'intervalles (Amiens en 1982, Rouen en 1985) et n'en sont jamais redescendues. Ce sont les deux clubs ayant le plus grand nombre de saisons consécutives en Ligue Magnus actuellement (28 pour Amiens, 25 pour Rouen).
Les deux clubs se sont rencontrés 103 fois en championnat (82 fois en saison régulière et 21 fois en série éliminatoire). L'avantage est à Rouen avec 68 victoires (dont 14 en play-offs) pour 7 nuls (0 en play-offs) et 28 défaites (dont 7 en play-offs). Rouen et Amiens se sont affrontés 2 fois en finale de Ligue Magnus en 2002-2003 et 2005-2006. Ces deux finales se sont soldées par une victoire de Rouen. Les deux équipes se sont aussi rencontrées 1 fois en petite finale (1999-2000 : victoire de Rouen), 3 fois en demi-finale (1988-1989 : victoire d'Amiens, 1989-1990 et 1992-1993 : victoires de Rouen) et 1 fois en quart de finale (2004-2005 : victoire de Rouen). De même, les deux équipes se sont croisées à diverses reprises lors des coupes nationales.
Elles figurent également parmi les meilleurs clubs formateurs de France (11 titres en hockey mineur chacune) et leurs équipes jeunes sont souvent amenées à se rencontrer.
Ces clubs ont aussi permis au hockey sur glace de se démocratiser en dehors de la zone montagneuse française.
Mais Rouen a aussi son classico contre les Brûleurs de Loups de Grenoble.

## La mascotte, le maillot et les logos

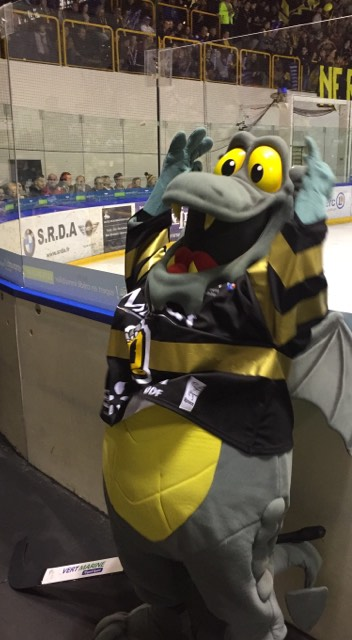
La mascotte Body-Buddy durant la saison 2017-2018 à la patinoire de Rouen

### La mascotte
Comme toute équipe professionnelle de la ligue Magnus et de façon plus générale de hockey sur glace, le RHE76 possède une mascotte, la sienne étant incarnée par un dragon. Le choix du dragon est lié à une légende allégorique : au VIIe siècle Saint-Romain, saint patron de Rouen, aidé d'un condamné à mort réussit à débarrasser la ville du dragon (également dénommé gargouille ou serpent) qui terrifie la population de la rive gauche de la Seine.
La mascotte intervient sur la glace avant le début des matchs et pendant les pauses entre les tiers temps.
Elle apparaît sur le logo du club, les maillots et objets promotionnels de l'équipe (écharpes, casquettes, porte-clés, T-shirts, stylos, fanions, autocollants, mini-crosses, drapeaux, etc.). Il a été également choisi comme emblème par les supporters, les deux groupes de fans se dénommant le 7e Dragon et les Black Dragons. De même les activités associatives liées au club utilisent l'image de l'animal légendaire.
À partir de la saison 2009-2010, la mascotte de Rouen est modernisée pour suivre l'évolution du logo. Le Dragon, appelé Body-Buddy, porte alors le numéro de maillot 76, reprenant le code départemental de la Seine-Maritime.

### Le maillot
- Couleurs :
  - Domicile : bas noir et blanc, short noir, maillot principalement noir (bande dorée)
  - Extérieur : bas jaune et blanc, short noir, maillot principalement jaune (bande noire)

### Les logos

Le premier logo utilisé entre 1982 et 1992
Le deuxième logo utilisé entre 1992 et 1996
Le troisième logo utilisé entre 1996-2007, le Rouen Hockey Club laisse sa place au Rouen Hockey Élite
Le quatrième logo utilisé entre 2008 et 2013

En 2013, le club de Rouen cherche à mettre en avant le surnom Dragons au lieu de l'appellation Rouen Hockey Élite 76 ; il est ainsi mis en place un nouveau logo présentant un nouveau dessin de Dragon qui tient l'inscription Dragons Rouen avec dans le fond un triangle jaune. Trois autres logos sont également mis en place.

Le cinquième logo utilisé entre 2013 et 2015
Logo alternatif mis en place en 2013
Logo alternatif mis en place en 2013
Logo alternatif mis en place en 2013
Le logo principal mis en place en 2015

## La patinoire
Les dragons jouent à la patinoire de l'Île Lacroix, une patinoire olympique d'une capacité de 3 078 places assises et pouvant accueillir jusqu'à 3 500 spectateurs. La patinoire, dans sa configuration actuelle, a été inaugurée le 14 janvier 1992 par une victoire lors d'un match contre les Gothiques d'Amiens sur le score de 6-2.
L'affluence moyenne lors de la saison 2006-2007 a été de 2 401 spectateurs ce qui équivaut à un taux de remplissage de 87,41 %.
Elle fait partie du Centre Sportif Guy-Boissière.
Le samedi 2 avril 2011, lors de la présentation de la Coupe Magnus aux supporters rouennais réunis en nombre sur le parvis de l'hôtel de ville de Rouen, Thierry Chaix, président du RHE, a fait part de son désir d'agrandir la patinoire.
Cette volonté d'agrandissement est confirmée le 9 avril 2012, lorsque le club, une nouvelle fois champion, présenta son trophée aux supporters.

## Les joueurs

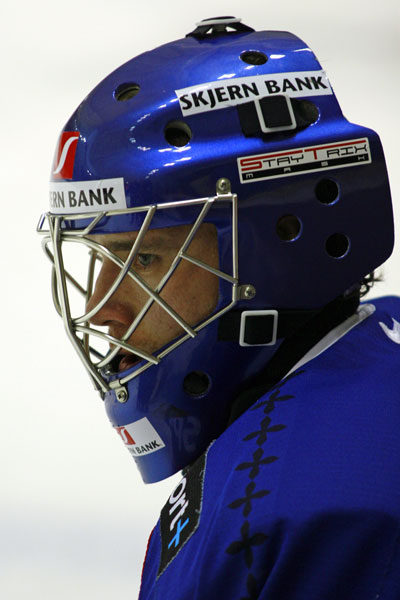
Fabrice Lhenry, gardien international, gardien des Dragons entre 2009 et 2015.

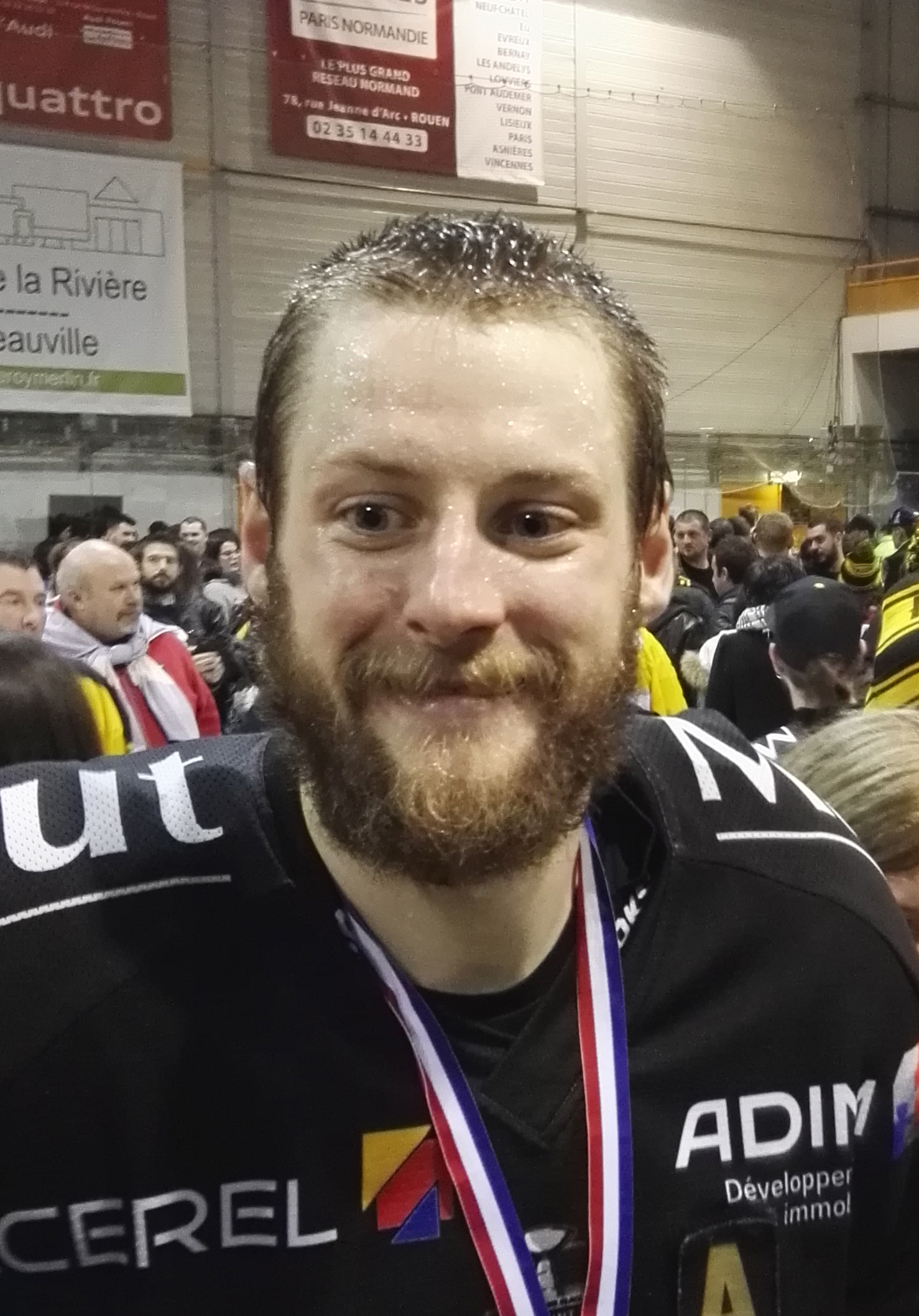
Loic Lampérier, attaquant des Dragons depuis 2013

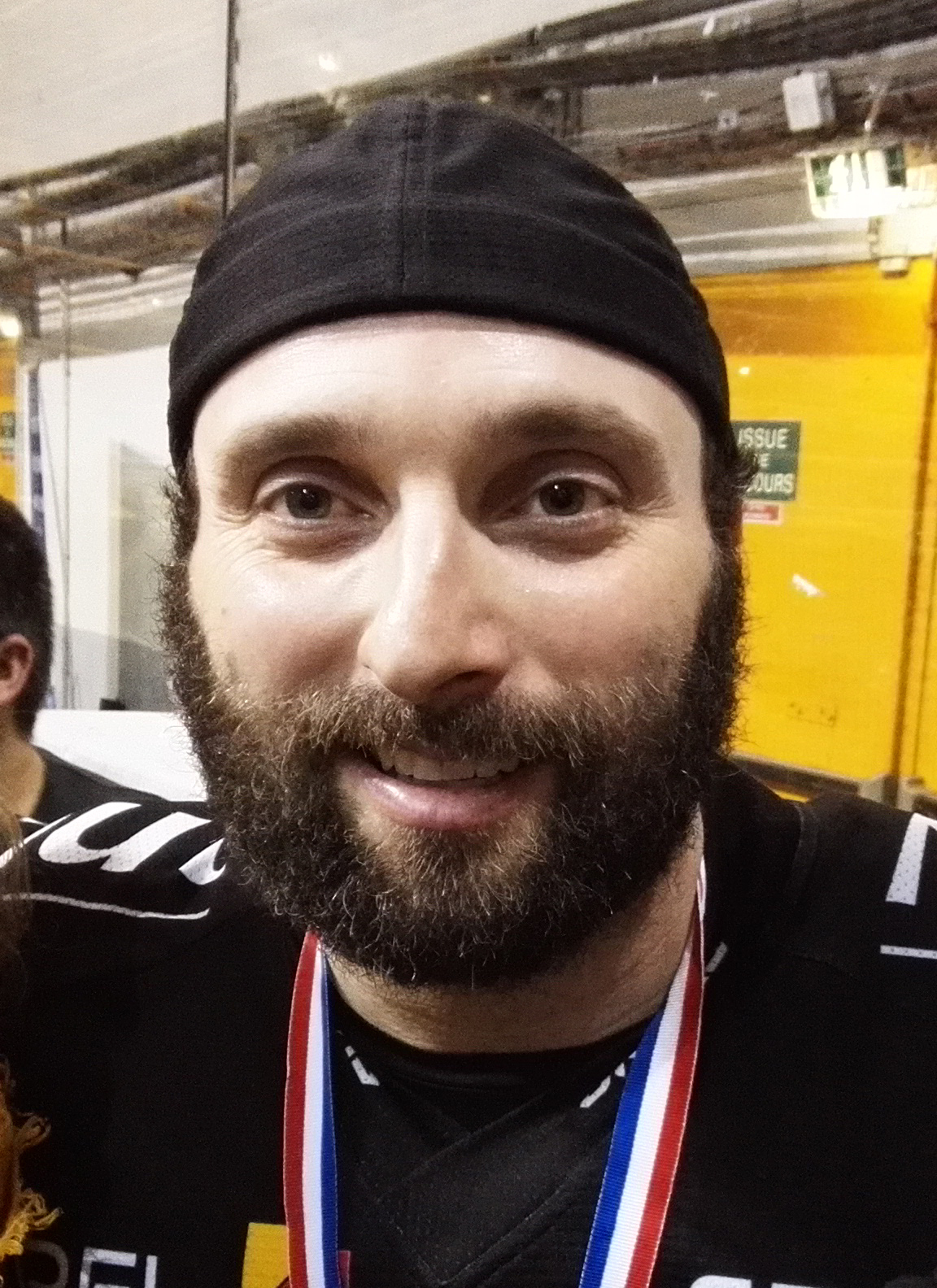
Marc-André Thinel, attaquant des Dragons entre 2005 et 2020

### Effectif
| No    | Nom                      | Nat. | Position       | Arrivée                                  |
| ----- | ------------------------ | ---- | -------------- | ---------------------------------------- |
| +039, | Tonin Caubet             |      | Gardien de but | 2022 - Hormadi Anglet                    |
| +069, | Matija Pintarič          |      | Gardien de but | 2017 - Lions de Lyon                     |
| +008, | Dylan Yeo                |      | Défenseur      | 2021 - Schwenninger Wild Wings           |
| +016, | Noa Goncalves-Nivelais   |      | Défenseur      | Formé au club                            |
| +026, | Kristaps Sotnieks        |      | Défenseur      | 2023 - Rytíři Kladno                     |
| +028, | Emil Kristensen          |      | Défenseur      | 2023 - HC Pustertal-Val Pusteria         |
| +041, | Enzo Cantagallo          |      | Défenseur      | 2016 - Ours de Villard-de-Lans U22       |
| +044, | Sacha Guimond            |      | Défenseur      | 2021 - Bratislava Capitals               |
| +062, | Florian Chakiachvili – A |      | Défenseur      | 2015 - Diables rouges de Briançon        |
| +006, | Vincent Nesa             |      | Centre         | Formé au club                            |
| +007, | Jordan Hervé             |      | Ailier         | Formé au club                            |
| +010, | Rob Flick                |      | Centre         | 2023 - Creemore Coyotes                  |
| +011, | Tommy Perret             |      | Attaquant      | 2019 - Ours de Villard-de-Lans U17       |
| +014, | Quentin Tomasino         |      | Ailier         | 2019 - Brûleurs de loups de Grenoble U20 |
| +017, | Marcel Haščák            |      | Ailier         | 2023 - HC Slovan Bratislava              |
| +018, | Anthony Rech             |      | Ailier         | 2023 - Iserlohn Roosters                 |
| +019, | Milan Kytnár             |      | Centre         | 2023 - HC Slovan Bratislava              |
| +027, | Loïc Lampérier – C       |      | Ailier         | 2013 - Diables rouges de Briançon        |
| +034, | Antoine Addamo           |      | Ailier         | Formé au club                            |
| +037, | Joris Bedin              |      | Ailier         | 2016 - Chamois de Chamonix               |
| +072, | Francis Perron           |      | Ailier         | 2023 - HC Sierre                         |
| +091, | Rolands Vīgners          |      | Ailier         | 2020 - Scorpions de Mulhouse             |
| +092, | Alexandre Mallet         |      | Ailier         | 2022 - Grizzlys Wolfsbourg               |

### Les capitaines

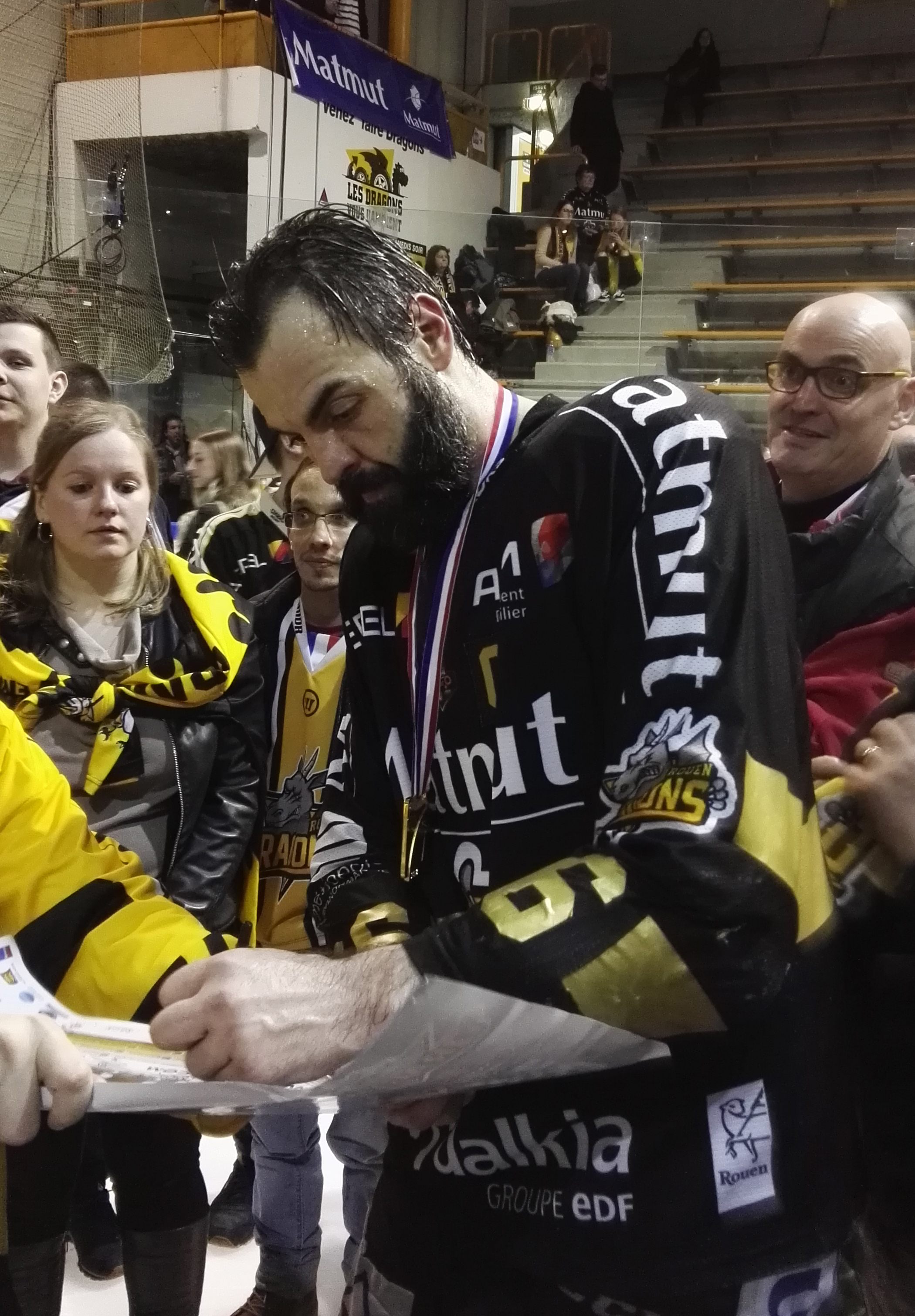
Mathieu Roy, capitaine des Dragons de Rouen durant la saison 2017-2020

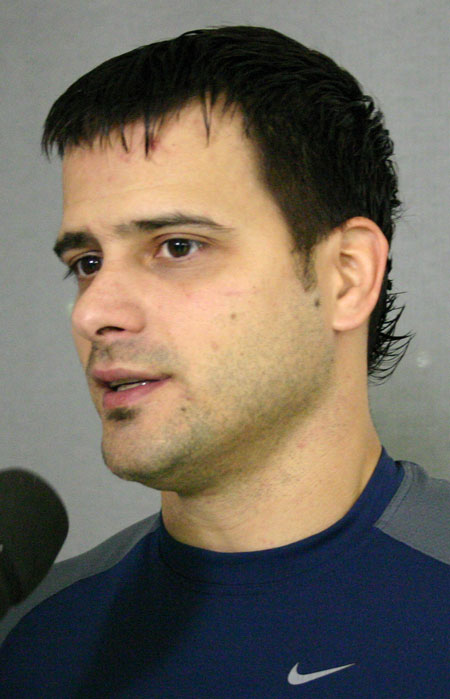
Éric Doucet, capitaine des Dragons durant plusieurs années

Voici la liste des capitaines dans l'histoire des Dragons :
| Période            | Nom du (des) joueur(s)       | Nationalité(s) |
| ------------------ | ---------------------------- | -------------- |
| 1988-1994          | Claude Verret                | Canada         |
| 1994-1998          | Pierrick Maïa                | France         |
| 1998-1999          | Patrice Fleutot              | France         |
| 1999-2000          | Benoît Groulx                | Canada         |
| 2000-2003          | Éric Doucet                  | Canada         |
| 2003-2004          | Arnaud Briand                | France         |
| 2004- déc. 2004    | Éric Doucet                  | Canada         |
| décembre 2004-2005 | Guillaume Besse              | France         |
| 2005-2007          | Daniel Carlsson              | Suède          |
| 2007-2009          | Éric Doucet et Carl Mallette | Canada Canada  |
| 2009-2012          | Carl Mallette                | Canada         |
| 2012-2015          | Marc-André Thinel            | Canada         |
| 2015-2017          | Patrick Coulombe             | Canada         |
| 2017-2020          | Mathieu Roy                  | Canada         |
| 2020-2021          | Cam Barker                   | Canada         |
| 2021-2022          | Mark Flood                   | Canada         |
| 2022-Maintenant    | Loïc Lampérier               | France         |

### Les meilleurs pointeurs des dragons
Cette section présente les statistiques des meilleurs pointeurs de l'histoire des dragons. À noter que Marc-André Thinel est toujours en activité au sein de l'équipe.
| No | Joueurs                  | Nationalité   | Parties Jouées | Buts | Passes | Points |
| -- | ------------------------ | ------------- | -------------- | ---- | ------ | ------ |
| 1  | Franck Pajonkowski       | France        | 443            | 435  | 474    | 909    |
| 2  | Marc-André Thinel        | Canada        | 438            | 243  | 443    | 686    |
| 3  | Guy Fournier             | Canada France | 241            | 262  | 239    | 501    |
| 4  | Éric Doucet              | Canada        | 218            | 212  | 242    | 454    |
| 5  | Julien Desrosiers        | Canada France | 244            | 179  | 254    | 433    |
| 6  | Claude Verret            | Canada        | 171            | 169  | 231    | 400    |
| 7  | Loïc Lamperier           | France        | 451            | 148  | 239    | 387    |
| 8  | Carl Mallette            | Canada        | 141            | 133  | 169    | 302    |
| 9  | Benoît Laporte           | Canada France | 154            | 144  | 143    | 287    |
| 10 | Éric Pinard              | Canada France | 222            | 157  | 121    | 278    |
| 11 | François-Pierre Guénette | Canada        | 197            | 99   | 146    | 245    |
| 12 | Pierrick Maïa            | France        | 210            | 83   | 142    | 225    |
| 13 | Guillaume Besse          | France        | 130            | 116  | 99     | 215    |
| 14 | Florian Chakiachvili     | France        | 277            | 51   | 134    | 185    |
| 15 | Franck Saunier           | France        | 137            | 88   | 86     | 174    |
| 16 | Joris Bedin              | France        | 288            | 86   | 76     | 162    |
| 17 | Patrice Fleutot          | France        | 327            | 63   | 98     | 161    |
| 18 | Nicolas Deschamps        | Canada        | 142            | 53   | 102    | 155    |
| 19 | Denis Perez              | France        | 283            | 36   | 112    | 148    |
| 20 | Mario De Benedictis      | Canada Italie | 87             | 58   | 78     | 136    |
| 21 | Steven Woodburn          | Canada France | 271            | 30   | 104    | 134    |
| 22 | Daniel Carlsson          | Suède         | 241            | 42   | 90     | 132    |
| 23 | Anthony Guttig           | France        | 143            | 34   | 96     | 130    |
| 24 | Kimmo Salminen           | Finlande      | 94             | 81   | 47     | 128    |
| 25 | Simon Lacroix            | Canada        | 91             | 42   | 82     | 124    |
| 26 | Serge Poudrier           | Canada        | 108            | 43   | 77     | 120    |
| 27 | Thierry Chaix            | France        | 129            | 55   | 64     | 119    |
| 28 | Chad Langlais            | États-Unis    | 168            | 23   | 94     | 117    |
| 29 | Claude Savoie            | Canada        | 96             | 61   | 56     | 117    |
| 30 | Joël Caron               | Canada        | 129            | 52   | 60     | 112    |

## Entraîneurs
Les entraîneurs des Dragons ont souvent occupé le double poste d'entraîneur et de joueur. À partir de 2006, Franck Pajonkowski et Guy Fournier, deux joueurs emblématiques des dragons des années 1990 sont amenés à prendre d'autres responsabilités au sein du club. Sous la houlette de ce tandem, le club a soulevé 3 coupes Magnus et 3 coupes de France. Alain Vogin prend alors la suite à la tête de l'équipe. Il a été remercié à la fin de la saison 2008-2009 pour être remplacé par Christian Pouget qui a auparavant été joueur à Rouen. Une forte proportion d'entraîneurs canadiens ou franco-canadiens peut être remarquée[réf. nécessaire].

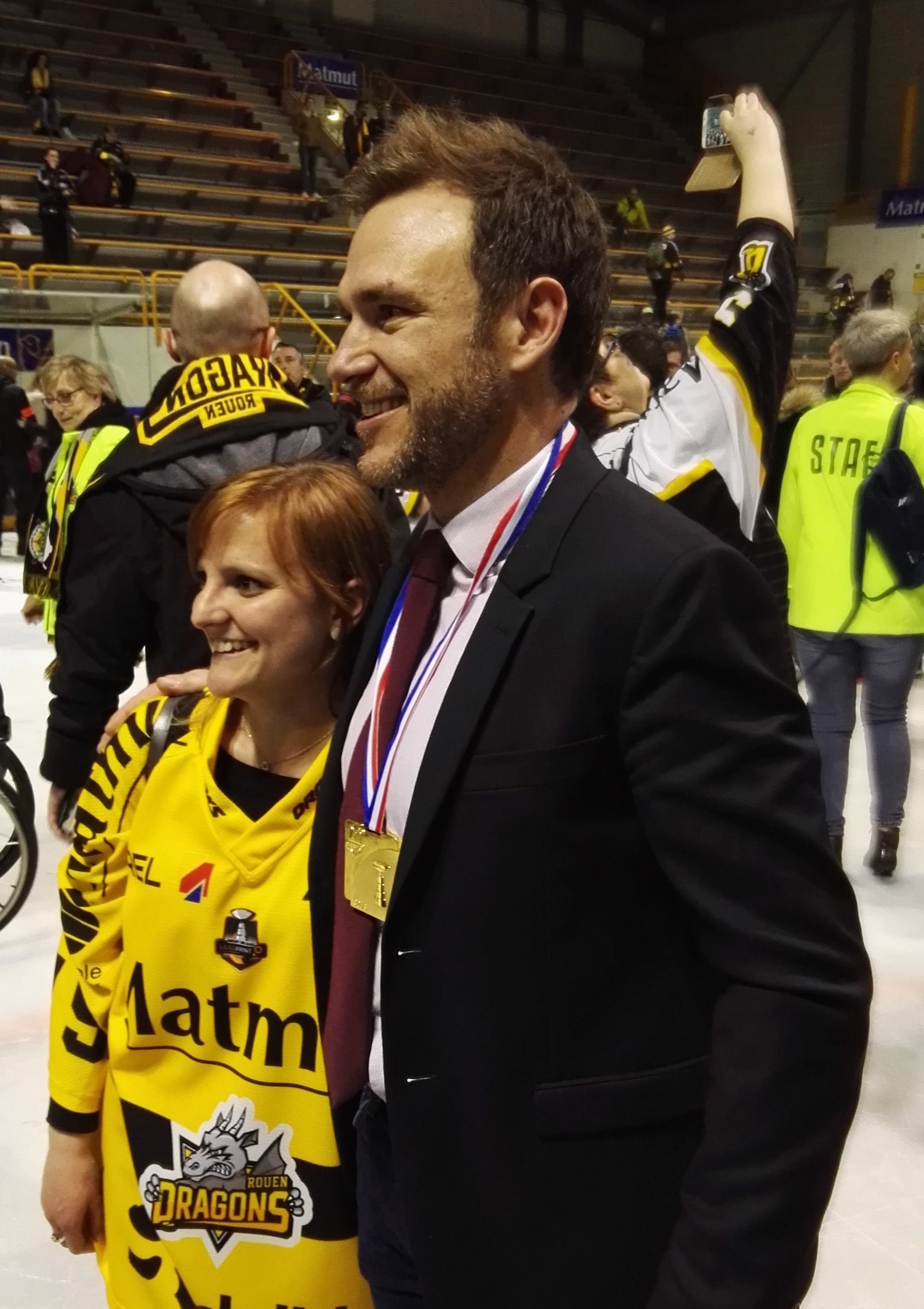
Fabrice Lhenry, entraineur des Dragons de Rouen depuis 2015

Le tableau ci-dessous reprend la liste des entraîneurs des Dragons depuis leur accession à l'Élite française ainsi que leurs statistiques.
| Nom                                  | Nationalité                    | Années      | Matchs | Victoires | Défaite | Nuls | Coupes Magnus | Coupes de France | Coupes de la ligue |
| ------------------------------------ | ------------------------------ | ----------- | ------ | --------- | ------- | ---- | ------------- | ---------------- | ------------------ |
| Serge Evdokimoff                     | Française                      | 1985 à 1986 | 32     | 17        | 14      | 1    | 0             | -                | -                  |
| Luc Tardif et Jean Savard            | Franco-canadienne / Canadienne | 1986        | 36     | 9         | 23      | 4    | 0             | -                | -                  |
| Denis Methot                         | Canadienne                     | 1987-1988   | 29     | 11        | 13      | 4    | 0             | -                | -                  |
| Larry Huras                          | Canadienne                     | 1988 à 1994 | 220    | 175       | 33      | 12   | 4             | 0                | -                  |
| Benoît Laporte                       | Franco-canadienne              | 1994 à 1997 | 127    | 82        | 19      | 16   | 1             | -                | -                  |
| Guy Fournier                         | Franco-canadienne              | 1997 à 2002 | 205    | 114       | 62      | 29   | 1             | 1                | -                  |
| Franck Pajonkowski                   | Française                      | 2002 à 2003 | 34     | 28        | 4       | 2    | 1             | 0                | -                  |
| Franck Pajonkowski et Guy Fournier   | Française / Franco-canadienne  | 2003 à 2006 | 103    | 74        | 19      | 7    | 1             | 2                | -                  |
| Alain Vogin                          | Franco-canadienne              | 2006 à 2009 | 69     | 55        | 13      | 1    | 1             | 0                | 1                  |
| Christian Pouget et Rodolphe Garnier | Française                      | 2009        |        |           |         |      | 1             |                  | 1                  |
| Rodolphe Garnier                     | Française                      | 2010 à 2015 |        |           |         |      | 3             | 1                | 1                  |
| Fabrice Lhenry                       | Française                      | Depuis 2015 | 5      | 4         | 1       |      | 1             | 1                |                    |

## Les présidents[54]
- Bernard Le Feuvre (1970-1972) (Rouen Olympique Club)
- Jean-Pierre Hardy (1972-1977)
- Robert Lemoine (1977-1979) (ROC puis Rouen Hockey Club)
- Jean-Claude Ducable (1979 - 1996)[55]
- Olivier Lesieur (1996-1997)
- Thierry Chaix (1997- en cours) (Rouen Hockey Elite 76)

## Les dragons et leurs fans

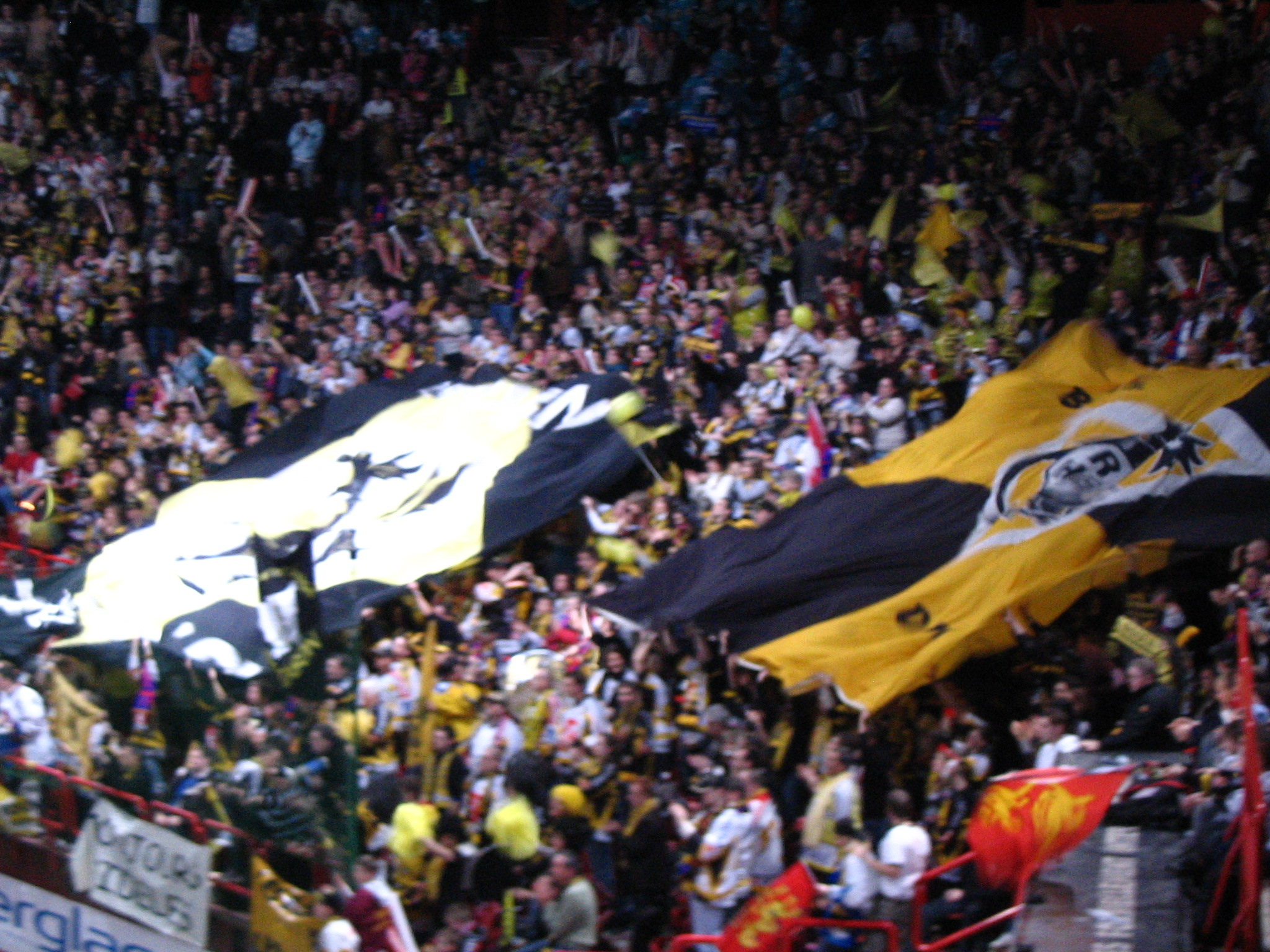
Les supporteurs rouennais à Bercy en 2008

### Supporters
Deux clubs de supporters encouragent les dragons de Rouen. Il s'agit du club des Black Dragons, créé en 1982, du 7e Dragon créé en 1999. Les Black Dragons ont changé de nom en 2008 et s’appellent désormais les Dragons Noirs. Ils organisent les déplacements de supporters lors des matchs joués à l'extérieur, préparent un repas de fin d'année avec les joueurs. Ils vendent des produits dérivés du RHE lors des pauses entre les tiers-temps. Dans la patinoire, les kops sont diagonalement opposés.[réf. nécessaire]

### Les dragons et la ville de Rouen

Les Dragons vous ramènent, association depuis 2003

Les dragons jouissent d'une certaine notoriété à Rouen. L'absence d'équipes de haut niveau dans certains des sports populaires (rugby, handball...) et les résultats fluctuants des autres équipes rouennaises (en football et en basket-ball où le FC Rouen et le SPOR connaissent des difficultés à se stabiliser au plus haut niveau) conjugués aux résultats remarquables du RHE76 ces vingt dernières années ont fait du hockey un des sports phares de la métropole normande.
Certains joueurs ont participé à des manifestations sur la patinoire temporairement aménagée sur la place de la Cathédrale pendant l'hiver.
De plus, le 17 avril 2003[réf. nécessaire], une association loi de 1901 a vu le jour à Rouen sous l'impulsion de Guy Fournier, Catherine Grojean et Thierry Chaix. Cette association nommée Les Dragons vous ramènent et basée sur le même principe que l'Opération Nez rouge offre un service de raccompagnement pour toute personne qui ne se sent pas apte à conduire son véhicule, que ce soit dû à l'alcool, à la fatigue ou pour toute autre raison.

## Prix et récompenses de la Ligue Magnus
Coupe Magnus
La Coupe Magnus est le trophée le plus prestigieux du hockey sur glace français. Remis depuis 1904, les Dragons l'ont remporté à dix-huit reprises, seconde équipe la plus titrée derrière Chamonix avec trente coupes.
- 1990, 1992, 1993, 1994, 1995, 2001, 2003, 2006, 2008, 2010, 2011, 2012, 2013, 2016, 2018, 2021[Note 9], 2023 et 2024.

Trophée Marcel-Claret
Le trophée Claret récompense depuis 1980 l'équipe la plus fair-play de la saison. Avec quatre trophées, les Dragons se placent seconds derrière les Gothiques d'Amiens.
- 1993, 1994, 1995 et 2001.

Trophée Charles-Ramsay
Ce trophée récompense le meilleur pointeur de la saison et les Dragons l'ont ramené le plus de fois.
- 1991 : Franck Pajonkowski
- 1992 : Guy Fournier
- 1993 : Claude Verret
- 1994 : Franck Pajonkowski
- 1995 : Guy Fournier
- 1996 : Franck Pajonkowski
- 1997 : Franck Pajonkowski
- 1998 : Éric Pinard
- 2001 : Juha Jokiharju
- 2002 : Guillaume Besse
- 2003 : Éric Doucet
- 2006 : Carl Mallette
- 2007 : Marc-André Thinel
- 2008 : Marc-André Thinel
- 2011 : Carl Mallette
- 2015 : Julien Desrosiers
- 2021 : Nicolas Deschamps
- 2023 : François Beauchemin

Trophée Albert-Hassler
Le trophée Hassler récompense le meilleur joueur français de la saison et quatre Dragons ont remporté ce trophée.
- 1989 : Yves Crettenand
- 1994 : Franck Saunier
- 2009 : Julien Desrosiers (co-meilleur joueur avec Baptiste Amar des Brûleurs de loups de Grenoble)
- 2015 : Julien Desrosiers
- 2016 : Yorick Treille (co-meilleur joueur avec Anthony Rech des Rapaces de Gap)

Trophée Jean-Pierre-Graff
Il récompense le meilleur espoir de la saison et a été décerné la première fois en 1981.
- 1991 : Mickaël Babin
- 2005 : Pierre-Édouard Bellemare
- 2012 : Anthony Rech

Trophée Jean-Ferrand
| Phil Groeneveld (1998-2002), Ramón Sopko (2005-2009) et Matija Pintarič (2017-2024). |  | Phil Groeneveld (1998-2002), Ramón Sopko (2005-2009) et Matija Pintarič (2017-2024). |  | Phil Groeneveld (1998-2002), Ramón Sopko (2005-2009) et Matija Pintarič (2017-2024). |
| Phil Groeneveld (1998-2002), Ramón Sopko (2005-2009) et Matija Pintarič (2017-2024). |  |                                                                                      |  |                                                                                      |

Le trophée Ferrand est remis à la fin de chaque saison pour récompenser le meilleur gardien.
Les Dragons l'ont remporté à huit reprises.
- 1992 : Petri Ylönen[57]
- 1993 : Petri Ylönen
- 1994 : Petri Ylönen
- 2001 : Phil Groeneveld
- 2006 : Ramón Sopko
- 2019 : Matija Pintarič
- 2020 : Matija Pintarič
- 2022 : Matija Pintarič

Trophée Raymond-Dewas
Pendant du trophée Claret, le trophée au nom de Raymond Dewas récompense le joueur avec le meilleur état d'esprit de la ligue. Les Dragons l'ont remporté à huit reprises.
- 1989 : Claude Verret
- 1990 : Claude Verret
- 1991 : Claude Verret
- 1992 : Claude Verret
- 1993 : Claude Verret
- 1994 : Franck Saunier
- 1997 : Ari Salo
- 2002 : Éric Doucet

## Les records

### Records d'équipe
Cette section présente les records d'équipe des dragons en Ligue Magnus[réf. nécessaire] :
| Record                             | Nombre | Saison    | Matchs Joués | Commentaire                                           |
| ---------------------------------- | ------ | --------- | ------------ | ----------------------------------------------------- |
| Victoires                          | 34     | 2005-2006 | 35           | nombre max de victoires en une saison                 |
| Matchs nuls                        | 8      | 1988-1989 | 43           | nombre max de matchs nuls en une saison               |
| Défaites                           | 0      | 2005-2006 | 35           | nombre min de défaites en une saison                  |
| Points                             | 213    | 1993-1994 | 31           | nombre max de points inscrits en une saison           |
| Buts pour                          | 282    | 1993-1994 | 31           | nombre max de buts inscrits en une saison             |
| Buts contre                        | 62     | 2005-2006 | 35           | nombre min de buts concédés en une saison             |
| Blanchissages en une saison        |        |           |              |                                                       |
| Minutes de pénalités en une saison |        |           |              | nombre max de Pénalités en une saison                 |
| Plus large victoire                | 23-0   | 1993-1994 |              | contre Pingouins de Morzine, le 23 octobre 1993       |
| Plus large défaite                 | 7-19   | 1985-1986 |              | contre Français Volants de Paris, le 20 décembre 1985 |

### Records individuels
Cette section présente les principaux records individuels de l'histoire des Dragons en Ligue Magnus :
| Record                                     | Joueur                      | Nationalité | Nombre                       | Saison          |
| ------------------------------------------ | --------------------------- | ----------- | ---------------------------- | --------------- |
| Saisons jouées                             | Franck Pajonkowski          | France      | 17                           | de 1987 à 2004  |
| Matchs joués                               | Loïc Lampérier              | France      | 614                          | De 2007-présent |
| Points en carrière                         | Franck Pajonkowski          | France      | 1000 (486 buts + 514 passes) | de 1987 à 2004  |
| Buts en carrière                           | Franck Pajonkowski          | France      | 486                          | de 1987 à 2004  |
| Passes en carrière                         | Franck Pajonkowski          | France      | 514                          | de 1987 à 2004  |
| Minutes de pénalités en carrière           | Franck Pajonkowski          | France      | 973                          | de 1987 à 2004  |
| Minutes de pénalités en une saison         | Alain Côté[réf. nécessaire] | Canada      | 163                          | 1998-1999       |
| Blanchissages en carrière                  |                             |             |                              |                 |
| Blanchissages en une saison                |                             |             |                              |                 |
| Matchs consécutifs                         |                             |             |                              |                 |
| Points en une saison                       | Franck Pajonkowski          | France      | 104 (50 buts + 54 passes)    | 1993-1994       |
| Buts en une saison                         | Guy Fournier                | Canada      | 62                           | 1988-1989       |
| Passes en une saison                       | Franck Pajonkowski          | France      | 54                           | 1993-1994       |
| Points pour un défenseur en une saison     | Serge Poudrier              | France      | 40 (14 buts + 26 passes)     | 1995-1996       |
| Points pour un joueur centre en une saison | Franck Pajonkowski          | France      | 104 (50 buts + 54 passes)    | 1993-1994       |
| Points pour un ailier droit en une saison  |                             |             |                              |                 |
| Points pour un ailier gauche en une saison |                             |             |                              |                 |
| Points pour une recrue en une saison       |                             |             |                              |                 |
| Buts en un match                           |                             |             |                              |                 |
| Passes en un match                         |                             |             |                              |                 |
| Points en un match                         | Sébastien Thinel            | Canada      | 11 (5 buts + 6 passes)       | 20/02/2007      |